# Torneo Clausura 2025 (México)
El Torneo Clausura 2025 fue la centésima décima tercera edición del campeonato de liga de la Primera División del fútbol mexicano; se trató del 58.° torneo corto, luego del cambio en el formato de competencia, con el que se cerró la temporada 2024-2025.
El Deportivo Toluca Fútbol Club, tras derrotar por 2–0 en la final al América, se consagró campeón del torneo, consiguiendo su undécimo título de liga de su historia y terminando con una sequía de 15 años sin campeonatos. Además, tras el cetro obtenido con los Diablos Rojos, el técnico argentino Antonio Mohamed se convirtió en el tercer entrenador en ganar cuatro campeonatos con cuatro equipos diferentes en la Primera División de México, junto a Ignacio Trelles y Víctor Manuel Vucetich.

## Cambios
- El Club de Fútbol Cruz Azul anunció su cambio de sede debido a los problemas logísticos presentados en el Estadio de la Ciudad de los Deportes durante el torneo anterior.[9]El 8 de enero el equipo celeste dio a conocer su traslado al Estadio Olímpico Universitario, manteniéndose en la Ciudad de México.[10]

## Sistema de competición
El torneo de la Liga BBVA MX, está conformado en dos partes:
- Fase de calificación: Se integra por las 17 jornadas del torneo.
- Fase final: Se integra por los partidos de play-in, cuartos de final, semifinal y final.

### Fase de clasificación
En la fase de clasificación se observa el sistema de puntos. La ubicación en la tabla general, está sujeta a las siguientes condiciones:
- Por juego ganado se obtendrán tres puntos.
- Por juego empatado se obtendrá un punto.
- Por juego perdido no se otorgan puntos.

En esta fase participan los 18 clubes de la Liga BBVA MX jugando en cada torneo todos contra todos durante las 17 jornadas respectivas, a un solo partido.
El orden de los clubes al final de la fase de calificación del torneo corresponderá a la suma de los puntos obtenidos por cada uno de ellos y se presentará en forma descendente. Si al finalizar las 17 jornadas del torneo, dos o más clubes estuviesen empatados en puntos, su posición en la tabla general será determinada atendiendo a los siguientes criterios de desempate:
1. Mejor diferencia entre los goles anotados y recibidos.
2. Mayor número de goles anotados.
3. Marcadores particulares entre los clubes empatados.
4. Mayor número de goles anotados como visitante.
5. Mejor ubicado en la tabla general de cociente
6. Tabla Fair Play
7. Sorteo.

Para determinar los lugares que ocuparán los clubes que participen en la fase final del torneo se tomará como base la tabla general de clasificación.
Participan automáticamente por el título de Campeón de la Liga BBVA MX, los 10 primeros clubes de la tabla general de clasificación al término de las 17 jornadas.

### Fase final
Previo a la ronda de cuartos de final, habrá una fase clasificatoria, llamada Play-In en la que participarán los clubes ubicados entre las posiciones 7 y 10 de la tabla general. Los equipos ubicados en el séptimo y octavo lugar jugarán entre ellos para determinar un clasificado a los cuartos de final; mientras que el perdedor de esa serie jugará contra el ganador del encuentro entre el noveno y décimo clasificado para determinar al octavo participante de la siguiente ronda.
Los ocho clubes calificados para cuartos de final serán reubicados de acuerdo con el lugar que ocupen en la tabla general al término de la jornada 17, con el puesto del número uno al club mejor clasificado, y así hasta el número ocho. Los partidos a partir de esta fase se desarrollarán a visita recíproca, en las siguientes etapas:
Los clubes vencedores en los partidos de cuartos de final y semifinal serán aquellos que en los dos juegos anoten el mayor número de goles. De existir empate en el número de goles anotados, el club con mejor posición en la tabla general de clasificación avanza al siguiente ronda. 
Los partidos correspondientes a las fases de visita recíproca se jugarán obligatoriamente los días miércoles y sábado, y jueves y domingo eligiendo, en su caso, exclusivamente en forma descendente, los cuatro clubes mejor clasificados en la tabla general al término de la jornada 17, el día y horario de su partido como local. Los siguientes cuatro clubes podrán elegir únicamente el horario.
El club vencedor de la final y por lo tanto campeón, será aquel que en los dos partidos anote el mayor número de goles. Si al término del tiempo reglamentario el partido está empatado, se agregarán dos tiempos extras de 15 minutos cada uno. De persistir el empate en estos periodos, se procederá a lanzar tiros penales hasta que resulte un vencedor.
Los partidos de cuartos de final se jugarán de la siguiente manera:
1.º vs 8.º

2.º vs 7.º

3.º vs 6.º

4.º vs 5.º
En las semifinales participarán los cuatro clubes vencedores de cuartos de final, reubicándolos del uno al cuatro, de acuerdo a su mejor posición en la Tabla general de clasificación al término de la jornada 17 del torneo correspondiente, enfrentándose:
1.º vs 4.º

2.º vs 3.º
Disputarán el título de campeón del Torneo de Clausura 2025, los dos clubes vencedores de la fase semifinal correspondiente, reubicándolos del uno al dos, de acuerdo a su mejor posición en la tabla general de clasificación al término de la jornada 17 de cada torneo.
1.° vs 2.°

## Equipos participantes

### Información de los equipos participantes
| Equipo               | Entrenador             | Ciudad                           | Estadio                | Capacidad | Fundación       | Patrocinador       | Kit         |
| -------------------- | ---------------------- | -------------------------------- | ---------------------- | --------- | --------------- | ------------------ | ----------- |
| América              | André Jardine          | Ciudad de México                 | Ciudad de los Deportes | 34 253    | 1916 (108 años) | AT&T               | Nike        |
| Atlas                | Gonzalo Pineda         | Guadalajara, Jalisco             | Jalisco                | 56 713    | 1916 (108 años) | Caliente           | Charly      |
| Atlético de San Luis | Domènec Torrent        | San Luis Potosí, San Luis Potosí | Alfonso Lastras        | 30 000    | 2013 (12 años)  | Canel's            | Sporelli    |
| Cruz Azul            | Vicente Sánchez        | Ciudad de México                 | Olímpico Universitario | 72 000    | 1927 (98 años)  | Cemento Cruz Azul  | Pirma       |
| Guadalajara          | Gerardo Espinoza       | Zapopan, Jalisco                 | Akron                  | 49 850    | 1906 (119 años) | Caliente           | Puma        |
| Juárez               | Martín Varini          | Ciudad Juárez, Chihuahua         | Olímpico Benito Juárez | 19 703    | 2015 (10 años)  | Caliente           | Sporelli    |
| León                 | Eduardo Berizzo        | León de los Aldama, Guanajuato   | León                   | 31 297    | 1943 (81 años)  | Telcel             | Charly      |
| Mazatlán             | Víctor Manuel Vucetich | Mazatlán, Sinaloa                | El Encanto             | 25 000    | 2020 (5 años)   | Caliente           | Pirma       |
| Monterrey            | Martín Demichelis      | Monterrey, Nuevo León            | Estadio BBVA           | 53 500    | 1945 (80 años)  | BBVA México        | Puma        |
| Necaxa               | Nicolás Larcamón       | Aguascalientes, Aguascalientes   | Victoria               | 25 994    | 1923 (101 años) | Rolcar             | Pirma       |
| Pachuca              | Guillermo Almada       | Pachuca de Soto, Hidalgo         | Hidalgo                | 30 000    | 1892 (132 años) | Cementos Fortaleza | Charly      |
| Puebla               | Pablo Guede            | Puebla de Zaragoza, Puebla       | Cuauhtémoc             | 51 726    | 1944 (81 años)  | Caliente           | Pirma       |
| Querétaro            | Benjamín Mora          | Querétaro, Querétaro             | Corregidora            | 35 575    | 1950 (75 años)  | Pedigree           | Keuka       |
| Santos Laguna        | Fernando Ortiz         | Torreón, Coahuila                | Corona                 | 30 000    | 1983 (41 años)  | Soriana            | Charly      |
| Tigres UANL          | Guido Pizarro          | Monterrey, Nuevo León            | Universitario          | 41 615    | 1960 (65 años)  | Cemex              | Adidas      |
| Tijuana              | Cirilo Saucedo INT     | Tijuana, Baja California         | Caliente               | 27 333    | 2007 (18 años)  | Caliente           | Charly      |
| Toluca               | Antonio Mohamed        | Toluca, Estado de México         | Nemesio Díez           | 30 000    | 1917 (108 años) | Roshfrans          | New Balance |
| UNAM                 | Efraín Juárez          | Ciudad de México                 | Olímpico Universitario | 72 000    | 1954 (71 años)  | DHL                | Nike        |

- Datos actualizados al 14 de marzo de 2025.

### Cambios de entrenadores
| Equipo      | Entrenador (Jornadas)       | Fecha de vacante      | Tipo de salida    | Pos. | Entrenador entrante | Fecha de nombramiento |
| ----------- | --------------------------- | --------------------- | ----------------- | ---- | ------------------- | --------------------- |
| Cruz Azul   | Martín Anselmi (1 – 2)      | 24 de enero de 2025   | Renuncia          | 17.° | Vicente Sánchez     | 24 de enero de 2025   |
| Pumas UNAM  | Gustavo Lema (1 – 9)        | 26 de febrero de 2025 | Mutuo acuerdo     | 12.° | Raúl Alpizar INT    | 26 de febrero de 2025 |
| Pumas UNAM  | Raúl Alpizar INT (10)       | 2 de marzo de 2025    | Fin de interinato | 12.° | Efraín Juárez       | 2 de marzo de 2025    |
| Tigres UANL | Veljko Paunović (1 – 10)    | 2 de marzo de 2025    | Cesado            | 3.°  | Guido Pizarro       | 2 de marzo de 2025    |
| Guadalajara | Óscar García (1 – 10)       | 3 de marzo de 2025    | Mutuo acuerdo     | 10.° | Gerardo Espinoza    | 3 de marzo de 2025    |
| Tijuana     | Juan Carlos Osorio (1 – 11) | 11 de marzo de 2025   | Cesado            | 18.° | Cirilo Saucedo INT  | 14 de marzo de 2025   |

### Equipos por entidad federativa
Para la temporada 2024-25, la entidad federativa de la República Mexicana con más equipos en la Primera División es la Ciudad de México con tres equipos. Catorce entidades estarán representados en el torneo.
| Entidad Federativa | N.º | Equipos                          |
| ------------------ | --- | -------------------------------- |
| Ciudad de México   | 3   | América, Cruz Azul, y Pumas UNAM |
| Jalisco            | 2   | Atlas y Guadalajara              |
| Nuevo León         | 2   | Monterrey y Tigres UANL          |
| Aguascalientes     | 1   | Necaxa                           |
| Baja California    | 1   | Tijuana                          |
| Chihuahua          | 1   | Juárez                           |
| Coahuila           | 1   | Santos                           |
| Estado de México   | 1   | Toluca                           |
| Guanajuato         | 1   | León                             |
| Hidalgo            | 1   | Pachuca                          |
| Puebla             | 1   | Puebla                           |
| Querétaro          | 1   | Querétaro                        |
| San Luis Potosí    | 1   | Atlético de San Luis             |
| Sinaloa            | 1   | Mazatlán                         |

## Torneo regular
- El Calendario completo según la página oficial.
- Los horarios son correspondientes al tiempo del centro de México (UTC-6).[28]
- El calendario fue dado a conocer el 15 de diciembre de 2024.[1]

| Jornada 1            | Jornada 1 | Jornada 1     | Jornada 1               | Jornada 1    | Jornada 1 | Jornada 1    | Jornada 1  | Jornada 1 |
| Local                | Resultado | Visitante     | Estadio                 | Fecha        | Hora      | Espectadores | Amonestado | Expulsado |
| -------------------- | --------- | ------------- | ----------------------- | ------------ | --------- | ------------ | ---------- | --------- |
| Querétaro            | 0 – 1     | América       | Corregidora             | 10 de enero  | 19:00     | 28 922       | 3          | 1         |
| Mazatlán             | 1 – 1     | Juárez        | El Encanto              | 10 de enero  | 21:00     | 9193         | 5          | 0         |
| Tijuana              | 2 – 4     | Toluca        | Caliente                | 10 de enero  | 21:05     | 20 633       | 4          | 0         |
| Atlético de San Luis | 1 – 3     | Tigres UANL   | Alfonso Lastras Ramírez | 11 de enero  | 17:00     | 16 196       | 1          | 1         |
| Guadalajara          | 1 – 0     | Santos Laguna | Akron                   | 11 de enero  | 19:05     | 32 166       | 2          | 2         |
| Cruz Azul            | 1 – 1     | Atlas         | Olímpico Universitario  | 11 de enero  | 21:05     | 9732         | 2          | 0         |
| Pumas UNAM           | 2 – 1     | Necaxa        | Olímpico Universitario  | 12 de enero  | 12:00     | 18 133       | 3          | 0         |
| Monterrey            | 1 – 1     | Puebla        | BBVA                    | 12 de enero  | 19:00     | 37 244       | 3          | 0         |
| Pachuca              | 1 – 2     | León          | Hidalgo                 | 5 de febrero | 21:10     | 21 224       | 7          | 1         |

| Jornada 2   | Jornada 2 | Jornada 2            | Jornada 2              | Jornada 2   | Jornada 2 | Jornada 2    | Jornada 2  | Jornada 2 |
| Local       | Resultado | Visitante            | Estadio                | Fecha       | Hora      | Espectadores | Amonestado | Expulsado |
| ----------- | --------- | -------------------- | ---------------------- | ----------- | --------- | ------------ | ---------- | --------- |
| América     | 1 – 1     | Tijuana              | Ciudad de los Deportes | 16 de enero | 20:10     | 15 499       | 4          | 0         |
| Puebla      | 1 – 2     | Atlético de San Luis | Cuauhtémoc             | 17 de enero | 19:00     | 14 241       | 4          | 0         |
| Tigres UANL | 2 – 1     | Mazatlán             | Universitario          | 17 de enero | 19:00     | 38 310       | 10         | 0         |
| Necaxa      | 3 – 2     | Guadalajara          | Victoria               | 17 de enero | 21:05     | 20 706       | 7          | 0         |
| Juárez      | 1 – 0     | Cruz Azul            | Olímpico Benito Juárez | 18 de enero | 17:00     | 13 256       | 7          | 0         |
| Toluca      | 1 – 1     | Monterrey            | Nemesio Díez           | 18 de enero | 19:00     | 27 273       | 2          | 0         |
| Atlas       | 1 – 2     | León                 | Jalisco                | 18 de enero | 21:00     | 25 712       | 2          | 0         |
| Querétaro   | 3 – 2     | Pumas UNAM           | Corregidora            | 19 de enero | 17:00     | 19 098       | 7          | 1         |
| Pachuca     | 2 – 1     | Santos Laguna        | Hidalgo                | 20 de enero | 19:00     | 17 097       | 5          | 1         |

| Jornada 3            | Jornada 3 | Jornada 3   | Jornada 3               | Jornada 3   | Jornada 3 | Jornada 3    | Jornada 3  | Jornada 3 |
| Local                | Resultado | Visitante   | Estadio                 | Fecha       | Hora      | Espectadores | Amonestado | Expulsado |
| -------------------- | --------- | ----------- | ----------------------- | ----------- | --------- | ------------ | ---------- | --------- |
| Atlético de San Luis | 0 – 3     | Necaxa      | Alfonso Lastras Ramírez | 24 de enero | 19:00     | 13 062       | 0          | 0         |
| Tijuana              | 2 – 1     | Querétaro   | Caliente                | 24 de enero | 21:00     | 16 333       | 4          | 1         |
| Mazatlán             | 2 – 1     | Toluca      | El Encanto              | 24 de enero | 21:00     | 7951         | 5          | 0         |
| León                 | 1 – 0     | Juárez      | León                    | 25 de enero | 17:00     | 26 614       | 4          | 0         |
| Cruz Azul            | 1 – 1     | Puebla      | Olímpico Universitario  | 25 de enero | 17:00     | 10 074       | 5          | 0         |
| Guadalajara          | 1 – 1     | Tigres UANL | Akron                   | 25 de enero | 19:05     | 39 017       | 1          | 0         |
| Santos Laguna        | 1 – 4     | América     | Corona                  | 25 de enero | 19:05     | 21 406       | 4          | 0         |
| Monterrey            | 2 – 3     | Pachuca     | BBVA                    | 25 de enero | 21:10     | 43 072       | 1          | 1         |
| Pumas UNAM           | 0 – 0     | Atlas       | Olímpico Universitario  | 26 de enero | 12:00     | 16 087       | 5          | 2         |

| Jornada 4   | Jornada 4 | Jornada 4            | Jornada 4              | Jornada 4   | Jornada 4 | Jornada 4    | Jornada 4  | Jornada 4 |
| Local       | Resultado | Visitante            | Estadio                | Fecha       | Hora      | Espectadores | Amonestado | Expulsado |
| ----------- | --------- | -------------------- | ---------------------- | ----------- | --------- | ------------ | ---------- | --------- |
| América     | 3 – 0     | Atlético de San Luis | Ciudad de los Deportes | 28 de enero | 19:00     | 21 306       | 1          | 0         |
| Puebla      | 0 – 1     | Mazatlán             | Cuauhtémoc             | 28 de enero | 19:00     | 11 030       | 7          | 0         |
| León        | 2 – 1     | Guadalajara          | León                   | 28 de enero | 21:00     | 26 673       | 3          | 1         |
| Tigres UANL | 4 – 0     | Tijuana              | Universitario          | 28 de enero | 21:00     | 34 668       | 5          | 0         |
| Necaxa      | 1 – 3     | Cruz Azul            | Victoria               | 28 de enero | 21:05     | 16 866       | 4          | 0         |
| Atlas       | 3 – 3     | Monterrey            | Jalisco                | 29 de enero | 19:00     | 18 099       | 4          | 0         |
| Querétaro   | 0 – 1     | Pachuca              | Corregidora            | 29 de enero | 19:00     | 9635         | 4          | 0         |
| Juárez      | 1 – 0     | Santos Laguna        | Olímpico Benito Juárez | 29 de enero | 21:00     | 7189         | 3          | 0         |
| Pumas UNAM  | 1 – 1     | Toluca               | Olímpico Universitario | 29 de enero | 21:05     | 17 148       | 5          | 0         |

| Jornada 5            | Jornada 5 | Jornada 5   | Jornada 5               | Jornada 5    | Jornada 5 | Jornada 5    | Jornada 5  | Jornada 5 |
| Local                | Resultado | Visitante   | Estadio                 | Fecha        | Hora      | Espectadores | Amonestado | Expulsado |
| -------------------- | --------- | ----------- | ----------------------- | ------------ | --------- | ------------ | ---------- | --------- |
| Mazatlán             | 1 – 2     | León        | El Encanto              | 31 de enero  | 19:00     | 12 383       | 5          | 2         |
| Tijuana              | 2 – 3     | Cruz Azul   | Caliente                | 31 de enero  | 21:05     | 23 333       | 8          | 0         |
| América              | 4 – 0     | Juárez      | Ciudad de los Deportes  | 1 de febrero | 17:00     | 27 623       | 1          | 0         |
| Guadalajara          | 1 – 1     | Querétaro   | Akron                   | 1 de febrero | 17:05     | 32 087       | 10         | 2         |
| Pachuca              | 0 – 0     | Atlas       | Hidalgo                 | 1 de febrero | 19:00     | 14 479       | 4          | 1         |
| Monterrey            | 1 – 0     | Necaxa      | BBVA                    | 1 de febrero | 19:05     | 44 471       | 5          | 0         |
| Toluca               | 1 – 0     | Tigres UANL | Nemesio Díez            | 1 de febrero | 21:15     | 27 273       | 8          | 1         |
| Santos Laguna        | 0 – 2     | Puebla      | Corona                  | 2 de febrero | 17:00     | 11 311       | 4          | 0         |
| Atlético de San Luis | 2 – 3     | Pumas UNAM  | Alfonso Lastras Ramírez | 2 de febrero | 19:00     | 18 905       | 8          | 0         |

| Jornada 6   | Jornada 6 | Jornada 6            | Jornada 6              | Jornada 6    | Jornada 6 | Jornada 6    | Jornada 6  | Jornada 6 |
| Local       | Resultado | Visitante            | Estadio                | Fecha        | Hora      | Espectadores | Amonestado | Expulsado |
| ----------- | --------- | -------------------- | ---------------------- | ------------ | --------- | ------------ | ---------- | --------- |
| Necaxa      | 3 – 2     | Santos Laguna        | Victoria               | 7 de febrero | 19:00     | 15 639       | 2          | 0         |
| Querétaro   | 1 – 0     | Atlético de San Luis | Corregidora            | 7 de febrero | 19:00     | 8173         | 3          | 0         |
| Puebla      | 1 – 2     | América              | Cuauhtémoc             | 7 de febrero | 21:00     | 36 335       | 9          | 2         |
| León        | 3 – 3     | Toluca               | León                   | 8 de febrero | 19:00     | 25 425       | 5          | 0         |
| Tigres UANL | 2 – 1     | Atlas                | Universitario          | 8 de febrero | 19:00     | 39 454       | 3          | 1         |
| Juárez      | 2 – 1     | Monterrey            | Olímpico Benito Juárez | 8 de febrero | 21:00     | 8785         | 8          | 0         |
| Cruz Azul   | 2 – 1     | Pachuca              | Olímpico Universitario | 8 de febrero | 21:05     | 10 733       | 4          | 1         |
| Pumas UNAM  | 1 – 0     | Mazatlán             | Olímpico Universitario | 9 de febrero | 18:00     | 8845         | 9          | 0         |
| Guadalajara | 2 – 1     | Tijuana              | Akron                  | 9 de febrero | 21:05     | 24 483       | 5          | 1         |

| Jornada 7            | Jornada 7 | Jornada 7     | Jornada 7               | Jornada 7     | Jornada 7 | Jornada 7    | Jornada 7  | Jornada 7 |
| Local                | Resultado | Visitante     | Estadio                 | Fecha         | Hora      | Espectadores | Amonestado | Expulsado |
| -------------------- | --------- | ------------- | ----------------------- | ------------- | --------- | ------------ | ---------- | --------- |
| América              | 2 – 3     | Necaxa        | Ciudad de los Deportes  | 14 de febrero | 21:00     | 25 753       | 3          | 1         |
| Tijuana              | 1 – 2     | Juárez        | Caliente                | 14 de febrero | 21:00     | 12 333       | 3          | 2         |
| Mazatlán             | 1 – 1     | Santos Laguna | El Encanto              | 14 de febrero | 21:00     | 7274         | 3          | 2         |
| Atlas                | 3 – 2     | Puebla        | Jalisco                 | 15 de febrero | 17:00     | 16 083       | 6          | 0         |
| Tigres UANL          | 2 – 1     | Cruz Azul     | Universitario           | 15 de febrero | 19:00     | 41 615       | 9          | 1         |
| Toluca               | 2 – 1     | Guadalajara   | Nemesio Díez            | 15 de febrero | 21:10     | 27 273       | 1          | 0         |
| Querétaro            | 2 – 4     | Monterrey     | Corregidora             | 16 de febrero | 17:00     | 17 494       | 4          | 1         |
| Atlético de San Luis | 1 – 2     | León          | Alfonso Lastras Ramírez | 16 de febrero | 19:00     | 21 212       | 3          | 1         |
| Pachuca              | 2 – 1     | Pumas UNAM    | Hidalgo                 | 16 de febrero | 19:05     | 12 069       | 3          | 1         |

| Jornada 8     | Jornada 8 | Jornada 8            | Jornada 8              | Jornada 8     | Jornada 8 | Jornada 8    | Jornada 8  | Jornada 8 |
| Local         | Resultado | Visitante            | Estadio                | Fecha         | Hora      | Espectadores | Amonestado | Expulsado |
| ------------- | --------- | -------------------- | ---------------------- | ------------- | --------- | ------------ | ---------- | --------- |
| Necaxa        | 3 – 1     | Mazatlán             | Victoria               | 21 de febrero | 19:00     | 17 268       | 4          | 0         |
| Puebla        | 2 – 0     | Tijuana              | Cuauhtémoc             | 21 de febrero | 21:00     | 13 050       | 6          | 0         |
| Juárez        | 0 – 4     | Toluca               | Olímpico Benito Juárez | 22 de febrero | 17:00     | 9572         | 6          | 0         |
| León          | 1 – 0     | Tigres UANL          | León                   | 22 de febrero | 19:00     | 25 186       | 5          | 0         |
| Monterrey     | 3 – 1     | Atlético de San Luis | BBVA                   | 22 de febrero | 19:00     | 50 023       | 2          | 0         |
| Guadalajara   | 2 – 1     | Pachuca              | Akron                  | 22 de febrero | 19:05     | 34 690       | 7          | 2         |
| Pumas UNAM    | 0 – 2     | América              | Olímpico Universitario | 22 de febrero | 21:05     | 38 246       | 3          | 3         |
| Santos Laguna | 2 – 0     | Atlas                | Corona                 | 23 de febrero | 17:00     | 11 655       | 4          | 0         |
| Cruz Azul     | 1 – 0     | Querétaro            | Olímpico Universitario | 23 de febrero | 19:05     | 11 477       | 2          | 0         |

| Jornada 9            | Jornada 9 | Jornada 9   | Jornada 9               | Jornada 9     | Jornada 9 | Jornada 9    | Jornada 9  | Jornada 9 |
| Local                | Resultado | Visitante   | Estadio                 | Fecha         | Hora      | Espectadores | Amonestado | Expulsado |
| -------------------- | --------- | ----------- | ----------------------- | ------------- | --------- | ------------ | ---------- | --------- |
| Atlas                | 0 – 4     | Necaxa      | Jalisco                 | 18 de febrero | 21:10     | 16 031       | 6          | 0         |
| América              | 1 – 1     | León        | Ciudad de los Deportes  | 19 de febrero | 19:00     | 29 593       | 5          | 0         |
| Santos Laguna        | 0 – 1     | Cruz Azul   | Corona                  | 19 de febrero | 21:05     | 14 020       | 5          | 0         |
| Tigres UANL          | 0 – 1     | Juárez      | Universitario           | 25 de febrero | 19:00     | 31 651       | 9          | 0         |
| Mazatlán             | 1 – 0     | Monterrey   | El Encanto              | 25 de febrero | 21:00     | 10 473       | 6          | 0         |
| Tijuana              | 4 – 2     | Pumas UNAM  | Caliente                | 25 de febrero | 21:00     | 20 133       | 4          | 0         |
| Pachuca              | 2 – 1     | Puebla      | Hidalgo                 | 26 de febrero | 19:00     | 10 042       | 4          | 1         |
| Toluca               | 5 – 0     | Querétaro   | Nemesio Díez            | 26 de febrero | 21:00     | 24 163       | 3          | 0         |
| Atlético de San Luis | 3 – 1     | Guadalajara | Alfonso Lastras Ramírez | 26 de febrero | 21:05     | 22 529       | 4          | 0         |

| Jornada 10 | Jornada 10 | Jornada 10           | Jornada 10             | Jornada 10    | Jornada 10 | Jornada 10   | Jornada 10 | Jornada 10 |
| Local      | Resultado  | Visitante            | Estadio                | Fecha         | Hora       | Espectadores | Amonestado | Expulsado  |
| ---------- | ---------- | -------------------- | ---------------------- | ------------- | ---------- | ------------ | ---------- | ---------- |
| Mazatlán   | 1 – 1      | Cruz Azul            | El Encanto             | 28 de febrero | 21:00      | 12 207       | 6          | 0          |
| América    | 3 – 0      | Toluca               | Ciudad de los Deportes | 1 de marzo    | 17:00      | 29 222       | 3          | 0          |
| Juárez     | 2 – 2      | Pachuca              | Olímpico Benito Juárez | 1 de marzo    | 17:00      | 6652         | 5          | 1          |
| León       | 2 – 1      | Tijuana              | León                   | 1 de marzo    | 19:00      | 25 552       | 2          | 0          |
| Necaxa     | 1 – 2      | Tigres UANL          | Victoria               | 1 de marzo    | 19:05      | 19 060       | 2          | 1          |
| Pumas UNAM | 0 – 1      | Guadalajara          | Olímpico Universitario | 1 de marzo    | 21:10      | 33 980       | 4          | 0          |
| Querétaro  | 2 – 0      | Puebla               | Corregidora            | 2 de marzo    | 16:00      | 8489         | 3          | 0          |
| Atlas      | 3 – 1      | Atlético de San Luis | Jalisco                | 2 de marzo    | 18:00      | 16 331       | 1          | 0          |
| Monterrey  | 4 – 2      | Santos Laguna        | BBVA                   | 2 de marzo    | 20:05      | 46 665       | 2          | 0          |

| Jornada 11           | Jornada 11 | Jornada 11 | Jornada 11              | Jornada 11 | Jornada 11 | Jornada 11   | Jornada 11 | Jornada 11 |
| Local                | Resultado  | Visitante  | Estadio                 | Fecha      | Hora       | Espectadores | Amonestado | Expulsado  |
| -------------------- | ---------- | ---------- | ----------------------- | ---------- | ---------- | ------------ | ---------- | ---------- |
| Atlético de San Luis | 1 – 0      | Juárez     | Alfonso Lastras Ramírez | 7 de marzo | 19:00      | 11 807       | 4          | 0          |
| Tigres UANL          | 1 – 0      | Querétaro  | Universitario           | 7 de marzo | 19:00      | 40 297       | 2          | 0          |
| Puebla               | 1 – 3      | Pumas UNAM | Cuauhtémoc              | 7 de marzo | 21:00      | 20 140       | 7          | 1          |
| Toluca               | 5 – 2      | Necaxa     | Nemesio Díez            | 8 de marzo | 17:00      | 27 273       | 11         | 2          |
| Pachuca              | 1 – 1      | Mazatlán   | Hidalgo                 | 8 de marzo | 19:00      | 13 335       | 5          | 0          |
| Cruz Azul            | 1 – 1      | Monterrey  | Olímpico Universitario  | 8 de marzo | 19:05      | 22 895       | 3          | 1          |
| Guadalajara          | 0 – 0      | América    | Akron                   | 8 de marzo | 21:05      | 41 003       | 4          | 3          |
| Santos Laguna        | 2 – 1      | León       | Corona                  | 9 de marzo | 17:00      | 23 111       | 6          | 1          |
| Tijuana              | 3 – 4      | Atlas      | Caliente                | 9 de marzo | 21:00      | 17 633       | 4          | 1          |

| Jornada 12  | Jornada 12 | Jornada 12           | Jornada 12             | Jornada 12  | Jornada 12 | Jornada 12   | Jornada 12 | Jornada 12 |
| Local       | Resultado  | Visitante            | Estadio                | Fecha       | Hora       | Espectadores | Amonestado | Expulsado  |
| ----------- | ---------- | -------------------- | ---------------------- | ----------- | ---------- | ------------ | ---------- | ---------- |
| Querétaro   | 1 – 0      | Mazatlán             | Corregidora            | 14 de marzo | 19:00      | 9871         | 6          | 2          |
| Necaxa      | 2 – 1      | León                 | Victoria               | 14 de marzo | 19:00      | 20 501       | 3          | 1          |
| Puebla      | 0 – 3      | Toluca               | Cuauhtémoc             | 14 de marzo | 21:05      | 15 920       | 4          | 0          |
| Tigres UANL | 3 – 0      | Santos Laguna        | Universitario          | 15 de marzo | 17:00      | 40 133       | 1          | 0          |
| Cruz Azul   | 3 – 0      | Atlético de San Luis | Olímpico Universitario | 15 de marzo | 19:00      | 15 933       | 1          | 0          |
| Juárez      | 1 – 1      | Guadalajara          | Olímpico Benito Juárez | 15 de marzo | 19:10      | 19 124       | 4          | 0          |
| Atlas       | 1 – 3      | América              | Jalisco                | 15 de marzo | 21:05      | 34 787       | 6          | 1          |
| Pumas UNAM  | 1 – 3      | Monterrey            | Olímpico Universitario | 16 de marzo | 18:00      | 34 350       | 3          | 2          |
| Pachuca     | 4 – 1      | Tijuana              | Hidalgo                | 16 de marzo | 20:00      | 12 158       | 5          | 0          |

| Jornada 13    | Jornada 13 | Jornada 13           | Jornada 13             | Jornada 13  | Jornada 13 | Jornada 13   | Jornada 13 | Jornada 13 |
| Local         | Resultado  | Visitante            | Estadio                | Fecha       | Hora       | Espectadores | Amonestado | Expulsado  |
| ------------- | ---------- | -------------------- | ---------------------- | ----------- | ---------- | ------------ | ---------- | ---------- |
| Necaxa        | 2 – 0      | Querétaro            | Victoria               | 28 de marzo | 19:00      | 19 029       | 5          | 0          |
| Mazatlán      | 3 – 2      | Atlas                | El Encanto             | 28 de marzo | 21:10      | 10 166       | 6          | 1          |
| Toluca        | 3 – 2      | Pachuca              | Nemesio Díez           | 29 de marzo | 17:00      | 27 273       | 4          | 1          |
| Juárez        | 2 – 0      | Puebla               | Olímpico Benito Juárez | 29 de marzo | 17:00      | 6315         | 3          | 0          |
| América       | 3 – 0      | Tigres UANL          | Ciudad de los Deportes | 29 de marzo | 19:05      | 29 397       | 8          | 0          |
| Guadalajara   | 0 – 1      | Cruz Azul            | Jalisco                | 29 de marzo | 21:05      | 30 415       | 4          | 0          |
| Monterrey     | 1 – 2      | Tijuana              | BBVA                   | 29 de marzo | 21:15      | 43 514       | 7          | 0          |
| Santos Laguna | 2 – 3      | Atlético de San Luis | Corona                 | 30 de marzo | 17:00      | 12 155       | 2          | 0          |
| León          | 1 – 2      | Pumas UNAM           | León                   | 30 de marzo | 19:05      | 25 571       | 5          | 0          |

| Jornada 14           | Jornada 14 | Jornada 14    | Jornada 14              | Jornada 14 | Jornada 14 | Jornada 14   | Jornada 14 | Jornada 14 |
| Local                | Resultado  | Visitante     | Estadio                 | Fecha      | Hora       | Espectadores | Amonestado | Expulsado  |
| -------------------- | ---------- | ------------- | ----------------------- | ---------- | ---------- | ------------ | ---------- | ---------- |
| Querétaro            | 1 – 1      | León          | Corregidora             | 4 de abril | 19:00      | 17 770       | 5          | 0          |
| Tijuana              | 1 – 2      | Necaxa        | Caliente                | 4 de abril | 21:00      | 20 333       | 3          | 0          |
| Puebla               | 0 – 0      | Tigres UANL   | Cuauhtémoc              | 4 de abril | 21:05      | 14 065       | 6          | 0          |
| Atlas                | 1 – 1      | Juárez        | Jalisco                 | 5 de abril | 17:00      | 14 312       | 5          | 0          |
| Pachuca              | 1 – 0      | América       | Hidalgo                 | 5 de abril | 17:00      | 22 186       | 8          | 1          |
| Atlético de San Luis | 2 – 1      | Mazatlán      | Alfonso Lastras Ramírez | 5 de abril | 19:00      | 12 154       | 4          | 0          |
| Monterrey            | 3 – 1      | Guadalajara   | BBVA                    | 5 de abril | 19:05      | 44 481       | 4          | 1          |
| Cruz Azul            | 3 – 2      | Pumas UNAM    | Cuauhtémoc              | 5 de abril | 21:10      | 37 561       | 6          | 3          |
| Toluca               | 2 – 1      | Santos Laguna | Nemesio Díez            | 6 de abril | 18:00      | 27 273       | 5          | 0          |

| Jornada 15    | Jornada 15 | Jornada 15           | Jornada 15             | Jornada 15  | Jornada 15 | Jornada 15   | Jornada 15 | Jornada 15 |
| Local         | Resultado  | Visitante            | Estadio                | Fecha       | Hora       | Espectadores | Amonestado | Expulsado  |
| ------------- | ---------- | -------------------- | ---------------------- | ----------- | ---------- | ------------ | ---------- | ---------- |
| Tijuana       | 2 – 1      | Atlético de San Luis | Caliente               | 10 de abril | 20:05      | 12 333       | 2          | 0          |
| Necaxa        | 3 – 5      | Pachuca              | Victoria               | 11 de abril | 19:00      | 18 292       | 5          | 0          |
| Mazatlán      | 1 – 1      | Guadalajara          | El Encanto             | 11 de abril | 21:05      | 14 945       | 11         | 2          |
| Pumas UNAM    | 0 – 0      | Juárez               | Olímpico Universitario | 12 de abril | 17:00      | 10 542       | 3          | 0          |
| León          | 1 – 0      | Puebla               | León                   | 12 de abril | 17:00      | 25 437       | 9          | 0          |
| Tigres UANL   | 2 – 1      | Monterrey            | Universitario          | 12 de abril | 19:00      | 41 615       | 9          | 5          |
| Atlas         | 2 – 3      | Toluca               | Jalisco                | 12 de abril | 19:05      | 19 256       | 8          | 0          |
| América       | 0 – 0      | Cruz Azul            | Ciudad de los Deportes | 12 de abril | 21:15      | 24 520       | 1          | 0          |
| Santos Laguna | 1 – 2      | Querétaro            | Corona                 | 13 de abril | 17:00      | 10 255       | 4          | 0          |

| Jornada 16           | Jornada 16 | Jornada 16    | Jornada 16              | Jornada 16  | Jornada 16 | Jornada 16   | Jornada 16 | Jornada 16 |
| Local                | Resultado  | Visitante     | Estadio                 | Fecha       | Hora       | Espectadores | Amonestado | Expulsado  |
| -------------------- | ---------- | ------------- | ----------------------- | ----------- | ---------- | ------------ | ---------- | ---------- |
| Pachuca              | 0 – 0      | Tigres UANL   | Hidalgo                 | 15 de abril | 19:00      | 20 636       | 3          | 0          |
| Guadalajara          | 1 – 0      | Puebla        | Akron                   | 15 de abril | 19:05      | 29 068       | 3          | 0          |
| Juárez               | 2 – 2      | Necaxa        | Olímpico Benito Juárez  | 15 de abril | 21:00      | 10 704       | 6          | 0          |
| Cruz Azul            | 2 – 1      | León          | Olímpico Universitario  | 15 de abril | 21:05      | 37 348       | 4          | 1          |
| Querétaro            | 1 – 2      | Atlas         | Corregidora             | 16 de abril | 19:00      | 10 721       | 7          | 0          |
| Monterrey            | 1 – 0      | América       | BBVA                    | 16 de abril | 19:00      | 49 098       | 5          | 0          |
| Atlético de San Luis | 0 – 1      | Toluca        | Alfonso Lastras Ramírez | 16 de abril | 20:00      | 16 709       | 2          | 0          |
| Mazatlán             | 0 – 2      | Tijuana       | El Encanto              | 16 de abril | 21:00      | 11 323       | 7          | 0          |
| Pumas UNAM           | 2 – 0      | Santos Laguna | Olímpico Universitario  | 16 de abril | 21:05      | 13 230       | 2          | 0          |

| Jornada 17           | Jornada 17 | Jornada 17  | Jornada 17              | Jornada 17  | Jornada 17 | Jornada 17   | Jornada 17 | Jornada 17 |
| Local                | Resultado  | Visitante   | Estadio                 | Fecha       | Hora       | Espectadores | Amonestado | Expulsado  |
| -------------------- | ---------- | ----------- | ----------------------- | ----------- | ---------- | ------------ | ---------- | ---------- |
| Puebla               | 0 – 1      | Necaxa      | Cuauhtémoc              | 18 de abril | 19:00      | 13 225       | 3          | 0          |
| América              | 5 – 0      | Mazatlán    | Ciudad de los Deportes  | 19 de abril | 17:00      | 28 252       | 4          | 0          |
| Toluca               | 2 – 2      | Cruz Azul   | Nemesio Díez            | 19 de abril | 19:05      | 27 263       | 5          | 0          |
| Tigres UANL          | 2 – 1      | Pumas UNAM  | Universitario           | 19 de abril | 21:00      | 38 276       | 4          | 0          |
| Atlas                | 1 – 1      | Guadalajara | Jalisco                 | 19 de abril | 21:15      | 27 504       | 9          | 0          |
| Santos Laguna        | 0 – 4      | Tijuana     | Corona                  | 20 de abril | 17:00      | 8585         | 2          | 0          |
| Atlético de San Luis | 2 – 1      | Pachuca     | Alfonso Lastras Ramírez | 20 de abril | 19:00      | 10 715       | 4          | 1          |
| León                 | 0 – 2      | Monterrey   | León                    | 20 de abril | 19:05      | 26 510       | 5          | 1          |
| Juárez               | 0 – 2      | Querétaro   | Olímpico Benito Juárez  | 20 de abril | 21:00      | 6525         | 1          | 1          |

## Tabla general
| Pos. | Equipo            | Pts. | PJ | G  | E | P  | GF | GC | Dif. | Clasificación                          |
| ---- | ----------------- | ---- | -- | -- | - | -- | -- | -- | ---- | -------------------------------------- |
| 1    | Toluca (C)        | 37   | 17 | 11 | 4 | 2  | 41 | 22 | +19  | Cuartos de final                       |
| 2    | América           | 34   | 17 | 10 | 4 | 3  | 34 | 10 | +24  | Cuartos de final                       |
| 3    | Cruz Azul         | 33   | 17 | 9  | 6 | 2  | 26 | 16 | +10  | Cuartos de final                       |
| 4    | Tigres UANL       | 33   | 17 | 10 | 3 | 4  | 24 | 14 | +10  | Cuartos de final                       |
| 5    | Necaxa            | 31   | 17 | 10 | 1 | 6  | 36 | 29 | +7   | Cuartos de final                       |
| 6    | León              | 30   | 17 | 9  | 3 | 5  | 24 | 21 | +3   | Cuartos de final                       |
| 7    | Monterrey         | 28   | 17 | 8  | 4 | 5  | 32 | 23 | +9   | Play-in                                |
| 8    | Pachuca           | 28   | 17 | 8  | 4 | 5  | 29 | 23 | +6   | Play-in                                |
| 9    | Juárez            | 24   | 17 | 6  | 6 | 5  | 16 | 21 | −5   | Play-in                                |
| 10   | Pumas UNAM        | 21   | 17 | 6  | 3 | 8  | 23 | 26 | −3   | Play-in                                |
| 11   | Guadalajara       | 21   | 17 | 5  | 6 | 6  | 18 | 21 | −3   |                                        |
| 12   | Querétaro         | 20   | 17 | 6  | 2 | 9  | 17 | 24 | −7   |                                        |
| 13   | Tijuana           | 19   | 17 | 6  | 1 | 10 | 29 | 35 | −6   |                                        |
| 14   | Atlas             | 18   | 17 | 4  | 6 | 7  | 25 | 32 | −7   |                                        |
| 15   | Atlético San Luis | 18   | 17 | 6  | 0 | 11 | 20 | 33 | −13  |                                        |
| 16   | Mazatlán          | 17   | 17 | 4  | 5 | 8  | 16 | 26 | −10  | Último lugar en la tabla de cocientes. |
| 17   | Puebla            | 9    | 17 | 2  | 3 | 12 | 12 | 25 | −13  |                                        |
| 18   | Santos Laguna     | 7    | 17 | 2  | 1 | 14 | 15 | 36 | −21  |                                        |

Actualizado a los partidos jugados el 20 de abril de 2025.
 Fuente: Página oficial
Criterios de clasificación: Puntos · Diferencia de goles · Goles a favor · Play-off

### Evolución de la clasificación
Fecha de actualización: 20 de abril de 2025
| Equipo            | 1   | 2  | 3  | 4  | 5  | 6  | 7  | 8   | 9  | 10 | 11 | 12 | 13 | 14 | 15 | 16 | 17 |
| Equipo            |     |    |    |    |    |    |    |     |    |    |    |    |    |    |    |    |    |
| ----------------- | --- | -- | -- | -- | -- | -- | -- | --- | -- | -- | -- | -- | -- | -- | -- | -- | -- |
| Toluca            | 1   | 2  | 6  | 8  | 5  | 8  | 6  | 6   | 3  | 4  | 4  | 4  | 2  | 2  | 1  | 1  | 1  |
| América           | 4   | 3  | 1  | 2  | 1  | 1  | 2  | 2+  | 2  | 2  | 2  | 1  | 1  | 1  | 2  | 3  | 2  |
| Cruz Azul         | 10  | 16 | 17 | 9  | 6  | 4  | 8  | 4+  | 5  | 6  | 5  | 5  | 5  | 3  | 4  | 2  | 3  |
| Tigres UANL       | 2   | 1  | 2  | 1  | 3  | 3  | 3  | 5   | 6  | 3  | 3  | 3  | 4  | 6  | 5  | 4  | 4  |
| Necaxa            | 14  | 8  | 3  | 7  | 11 | 9  | 7  | 3+  | 4  | 5  | 6  | 6  | 6  | 4  | 7  | 7  | 5  |
| León              | 12* | 5* | 5* | 4* | 2* | 2  | 1  | 1+  | 1  | 1  | 1  | 2  | 3  | 5  | 3  | 5  | 6  |
| Monterrey         | 9   | 12 | 14 | 13 | 10 | 13 | 10 | 9   | 9  | 9  | 9  | 8  | 9  | 8  | 9  | 8  | 7  |
| Pachuca           | 13* | 6* | 4* | 3* | 4* | 6  | 4  | 7   | 7  | 7  | 7  | 7  | 7  | 7  | 6  | 6  | 8  |
| Juárez            | 8   | 4  | 10 | 6  | 9  | 7  | 5  | 8   | 8  | 8  | 8  | 9  | 8  | 9  | 8  | 9  | 9  |
| Pumas UNAM        | 3   | 7  | 8  | 10 | 7  | 5  | 9  | 11  | 12 | 12 | 11 | 11 | 10 | 10 | 10 | 10 | 10 |
| Guadalajara       | 5   | 9  | 7  | 11 | 13 | 10 | 11 | 10  | 10 | 10 | 10 | 10 | 11 | 12 | 12 | 11 | 11 |
| Querétaro         | 16  | 10 | 12 | 15 | 15 | 11 | 14 | 14  | 16 | 14 | 14 | 14 | 14 | 15 | 13 | 14 | 12 |
| Tijuana           | 17  | 17 | 11 | 12 | 16 | 16 | 16 | 17  | 15 | 16 | 18 | 18 | 16 | 16 | 16 | 15 | 13 |
| Atlas             | 6   | 13 | 16 | 14 | 14 | 15 | 13 | 15+ | 14 | 13 | 13 | 13 | 13 | 14 | 15 | 13 | 14 |
| Atlético San Luis | 18  | 11 | 13 | 16 | 17 | 17 | 17 | 18  | 17 | 17 | 15 | 15 | 15 | 13 | 14 | 16 | 15 |
| Mazatlán          | 11  | 15 | 9  | 5  | 8  | 12 | 12 | 13  | 11 | 11 | 12 | 12 | 12 | 11 | 11 | 12 | 16 |
| Puebla            | 7   | 14 | 15 | 17 | 12 | 14 | 15 | 12  | 13 | 15 | 16 | 16 | 17 | 17 | 17 | 17 | 17 |
| Santos Laguna     | 15  | 18 | 18 | 18 | 18 | 18 | 18 | 16+ | 18 | 18 | 17 | 17 | 18 | 18 | 18 | 18 | 18 |

- (*) Indica la posición del equipo con un partido pendiente.
- (+) Indica la posición del equipo con un partido adelantado.

## Tabla de cocientes
A partir de la temporada 2020-21 se suspendió el ascenso y descenso entre la Liga MX y la Liga de Expansión MX, sin embargo, la tabla de cocientes es utilizada para establecer los pagos de las multas que serán destinadas para el desarrollo de los clubes del circuito de plata. De acuerdo con el artículo 24 del reglamento de competencia se repartirá el pago de $MXN 160 millones entre los tres últimos posicionados en la tabla de cocientes de la siguiente manera: 80 millones el último lugar; 47 millones el penúltimo; y 33 millones serán pagados por el antepenúltimo equipo de la tabla. El equipo que finalice en el último lugar de la tabla iniciará la siguiente temporada con un cociente de cero.
 Fecha de actualización: 20 de abril de 2025
| Pos. | Equipo               | A22 | C23 | A23 | C24 | A24 | C25 | Pts. | A22J | C23J | A23J | C24J | A24J | C25J | Juegos | DG  | Cociente |
| ---- | -------------------- | --- | --- | --- | --- | --- | --- | ---- | ---- | ---- | ---- | ---- | ---- | ---- | ------ | --- | -------- |
| 1    | América              | 38  | 34  | 40  | 35  | 27  | 34  | 208  | 17   | 17   | 17   | 17   | 17   | 17   | 102    | 107 | 2.0392   |
| 2    | Monterrey            | 35  | 40  | 33  | 32  | 31  | 28  | 199  | 17   | 17   | 17   | 17   | 17   | 17   | 102    | 78  | 1.9510   |
| 3    | Toluca               | 27  | 32  | 21  | 32  | 35  | 37  | 184  | 17   | 17   | 17   | 17   | 17   | 17   | 102    | 79  | 1.8039   |
| 4    | Tigres UANL          | 30  | 25  | 30  | 31  | 34  | 33  | 183  | 17   | 17   | 17   | 17   | 17   | 17   | 102    | 58  | 1.7941   |
| 5    | Cruz Azul            | 24  | 24  | 17  | 33  | 42  | 33  | 173  | 17   | 17   | 17   | 17   | 17   | 17   | 102    | 29  | 1.6961   |
| 6    | Guadalajara          | 22  | 34  | 27  | 31  | 25  | 21  | 160  | 17   | 17   | 17   | 17   | 17   | 17   | 102    | 25  | 1.5686   |
| 7    | Pachuca              | 32  | 31  | 22  | 29  | 13  | 28  | 155  | 17   | 17   | 17   | 17   | 17   | 17   | 102    | 14  | 1.5196   |
| 8    | León                 | 22  | 30  | 23  | 24  | 18  | 30  | 147  | 17   | 17   | 17   | 17   | 17   | 17   | 102    | 6   | 1.4412   |
| 9    | Tijuana              |     |     |     |     | 29  | 19  | 48   |      |      |      |      | 17   | 17   | 34     | -7  | 1.4118   |
| 10   | Pumas UNAM           | 14  | 18  | 28  | 27  | 31  | 21  | 139  | 17   | 17   | 17   | 17   | 17   | 17   | 102    | 1   | 1.3627   |
| 11   | Atlético de San Luis | 18  | 19  | 23  | 16  | 30  | 18  | 124  | 17   | 17   | 17   | 17   | 17   | 17   | 102    | -23 | 1.2157   |
| 12   | Necaxa               | 19  | 14  | 15  | 27  | 15  | 31  | 121  | 17   | 17   | 17   | 17   | 17   | 17   | 102    | -22 | 1.1863   |
| 13   | Querétaro            |     |     | 19  | 24  | 12  | 20  | 75   |      |      | 17   | 17   | 17   | 17   | 68     | -35 | 1.1029   |
| 14   | Juárez               | 19  | 15  | 18  | 16  | 17  | 24  | 109  | 17   | 17   | 17   | 17   | 17   | 17   | 102    | -45 | 1.0686   |
| 15   | Santos Laguna        | 33  | 19  | 23  | 15  | 10  | 7   | 107  | 17   | 17   | 17   | 17   | 17   | 17   | 102    | -52 | 1.0490   |
| 16   | Atlas                | 13  | 21  | 17  | 14  | 22  | 18  | 105  | 17   | 17   | 17   | 17   | 17   | 17   | 102    | -39 | 1.0294   |
| 17   | Puebla               | 22  | 20  | 25  | 5   | 14  | 9   | 95   | 17   | 17   | 17   | 17   | 17   | 17   | 102    | -57 | 0.9314   |
| 18   | Mazatlán             | 17  | 7   | 22  | 16  | 14  | 17  | 93   | 17   | 17   | 17   | 17   | 17   | 17   | 102    | -61 | 0.9118   |

     Pago de multa $MXN33 millones.
     Pago de multa $MXN47 millones.
     Pago de multa $MXN80 millones.

## Liguilla

### Cuadro: Eliminatoria Play-In
|  | Primera ronda       | Primera ronda       | Primera ronda       |            |     | Segunda ronda     | Segunda ronda     | Segunda ronda     |  |   | Ranking final | Ranking final | Ranking final |  |
|  | 27 de abril de 2025 | 27 de abril de 2025 | 27 de abril de 2025 |            |     | 4 de mayo de 2025 | 4 de mayo de 2025 | 4 de mayo de 2025 |  |   |               |               |               |  |
|  |                     |                     |                     |            |     |                   |                   |                   |  |   |               |               |               |  |
|  |                     |                     |                     |            |     |                   |                   |                   |  |   |               |               |               |  |
|  | 7                   | Monterrey           | 1                   |            |     |                   |                   |                   |  |   |               |               |               |  |
|  | 7                   | Monterrey           | 1                   |            |     |                   |                   |                   |  |   |               |               |               |  |
|  | 8                   | Pachuca             | 2                   |            |     |                   |                   |                   |  |   |               |               |               |  |
|  | 8                   | Pachuca             | 2                   |            | 7   | Monterrey         | 2                 |                   |  |   |               |               |               |  |
|  |                     |                     |                     |            | 7   | Monterrey         | 2                 |                   |  |   |               |               |               |  |
|  |                     |                     | 10                  | Pumas UNAM | 0   |                   |                   |                   |  |   |               |               |               |  |
|  | 9                   | Juárez              | 10                  | Pumas UNAM | 0   | 1 (1)             |                   |                   |  |   |               |               |               |  |
|  | 9                   | Juárez              |                     |            |     |                   |                   |                   |  |   |               |               |               |  |
|  | 10                  | Pumas UNAM (p.)     | 1 (2)               |            |     |                   |                   |                   |  |   |               |               |               |  |
|  | 10                  | Pumas UNAM (p.)     | 1 (2)               |            |     |                   |                   |                   |  | 8 | Pachuca       | 7.º           |               |  |
|  |                     |                     |                     |            |     |                   |                   |                   |  | 8 | Pachuca       | 7.º           |               |  |
|  |                     |                     | 7                   | Monterrey  | 8.º |                   |                   |                   |  |   |               |               |               |  |
|  |                     |                     | 7                   | Monterrey  | 8.º |                   |                   |                   |  |   |               |               |               |  |
|  |                     |                     |                     |            |     |                   |                   |                   |  |   |               |               |               |  |
|  |                     |                     |                     |            |     |                   |                   |                   |  |   |               |               |               |  |
|  |                     |                     |                     |            |     |                   |                   |                   |  |   |               |               |               |  |
|  |                     |                     |                     |            |     |                   |                   |                   |  |   |               |               |               |  |
|  |                     |                     |                     |            |     |                   |                   |                   |  |   |               |               |               |  |
|  |                     |                     |                     |            |     |                   |                   |                   |  |   |               |               |               |  |
|  |                     |                     |                     |            |     |                   |                   |                   |  |   |               |               |               |  |
|  |                     |                     |                     |            |     |                   |                   |                   |  |   |               |               |               |  |
|  |                     |                     |                     |            |     |                   |                   |                   |  |   |               |               |               |  |
|  |                     |                     |                     |            |     |                   |                   |                   |  |   |               |               |               |  |

### Cuadro: Eliminatoria Final
|  | Cuartos de final                                             | Cuartos de final                                             | Cuartos de final                                             | Cuartos de final                                             | Cuartos de final                                             |   |   | Semifinales                                                    | Semifinales                                                    | Semifinales                                                    | Semifinales                                                    | Semifinales                                                    |  |   | Final                                                | Final                                                | Final                                                | Final                                                | Final                                                |  |
|  | 7 y 8 de mayo de 2025 (ida) 10 y 11 de mayo de 2025 (vuelta) | 7 y 8 de mayo de 2025 (ida) 10 y 11 de mayo de 2025 (vuelta) | 7 y 8 de mayo de 2025 (ida) 10 y 11 de mayo de 2025 (vuelta) | 7 y 8 de mayo de 2025 (ida) 10 y 11 de mayo de 2025 (vuelta) | 7 y 8 de mayo de 2025 (ida) 10 y 11 de mayo de 2025 (vuelta) |   |   | 14 y 15 de mayo de 2025 (ida) 17 y 18 de mayo de 2025 (vuelta) | 14 y 15 de mayo de 2025 (ida) 17 y 18 de mayo de 2025 (vuelta) | 14 y 15 de mayo de 2025 (ida) 17 y 18 de mayo de 2025 (vuelta) | 14 y 15 de mayo de 2025 (ida) 17 y 18 de mayo de 2025 (vuelta) | 14 y 15 de mayo de 2025 (ida) 17 y 18 de mayo de 2025 (vuelta) |  |   | 22 de mayo de 2025 (ida) 25 de mayo de 2025 (vuelta) | 22 de mayo de 2025 (ida) 25 de mayo de 2025 (vuelta) | 22 de mayo de 2025 (ida) 25 de mayo de 2025 (vuelta) | 22 de mayo de 2025 (ida) 25 de mayo de 2025 (vuelta) | 22 de mayo de 2025 (ida) 25 de mayo de 2025 (vuelta) |  |
|  |                                                              |                                                              |                                                              |                                                              |                                                              |   |   |                                                                |                                                                |                                                                |                                                                |                                                                |  |   |                                                      |                                                      |                                                      |                                                      |                                                      |  |
|  |                                                              |                                                              |                                                              |                                                              |                                                              |   |   |                                                                |                                                                |                                                                |                                                                |                                                                |  |   |                                                      |                                                      |                                                      |                                                      |                                                      |  |
|  | 1                                                            | Toluca (*)                                                   | 2                                                            | 2                                                            | 4                                                            |   |   |                                                                |                                                                |                                                                |                                                                |                                                                |  |   |                                                      |                                                      |                                                      |                                                      |                                                      |  |
|  | 1                                                            | Toluca (*)                                                   | 2                                                            | 2                                                            | 4                                                            |   |   |                                                                |                                                                |                                                                |                                                                |                                                                |  |   |                                                      |                                                      |                                                      |                                                      |                                                      |  |
|  | 8                                                            | Monterrey                                                    | 3                                                            | 1                                                            | 4                                                            |   |   |                                                                |                                                                |                                                                |                                                                |                                                                |  |   |                                                      |                                                      |                                                      |                                                      |                                                      |  |
|  | 8                                                            | Monterrey                                                    | 3                                                            | 1                                                            | 4                                                            |   | 1 | Toluca                                                         | 1                                                              | 3                                                              | 4                                                              |                                                                |  |   |                                                      |                                                      |                                                      |                                                      |                                                      |  |
|  |                                                              |                                                              |                                                              |                                                              |                                                              |   | 1 | Toluca                                                         | 1                                                              | 3                                                              | 4                                                              |                                                                |  |   |                                                      |                                                      |                                                      |                                                      |                                                      |  |
|  |                                                              |                                                              | 4                                                            | Tigres UANL                                                  | 1                                                            | 0 | 1 |                                                                |                                                                |                                                                |                                                                |                                                                |  |   |                                                      |                                                      |                                                      |                                                      |                                                      |  |
|  | 4                                                            | Tigres UANL (*)                                              | 4                                                            | Tigres UANL                                                  | 1                                                            | 0 | 1 | 0                                                              | 2                                                              | 2                                                              |                                                                |                                                                |  |   |                                                      |                                                      |                                                      |                                                      |                                                      |  |
|  | 4                                                            | Tigres UANL (*)                                              |                                                              |                                                              |                                                              |   |   |                                                                |                                                                | 2                                                              |                                                                |                                                                |  |   |                                                      |                                                      |                                                      |                                                      |                                                      |  |
|  | 5                                                            | Necaxa                                                       | 0                                                            | 2                                                            | 2                                                            |   |   |                                                                |                                                                |                                                                |                                                                |                                                                |  |   |                                                      |                                                      |                                                      |                                                      |                                                      |  |
|  | 5                                                            | Necaxa                                                       | 0                                                            | 2                                                            | 2                                                            |   |   |                                                                |                                                                |                                                                |                                                                |                                                                |  | 1 | Toluca                                               | 0                                                    | 2                                                    | 2                                                    |                                                      |  |
|  |                                                              |                                                              |                                                              |                                                              |                                                              |   |   |                                                                |                                                                |                                                                |                                                                |                                                                |  | 1 | Toluca                                               | 0                                                    | 2                                                    | 2                                                    |                                                      |  |
|  |                                                              |                                                              | 2                                                            | América                                                      | 0                                                            | 0 | 0 |                                                                |                                                                |                                                                |                                                                |                                                                |  |   |                                                      |                                                      |                                                      |                                                      |                                                      |  |
|  | 2                                                            | América                                                      | 2                                                            | América                                                      | 0                                                            | 0 | 0 | 0                                                              | 2                                                              | 2                                                              |                                                                |                                                                |  |   |                                                      |                                                      |                                                      |                                                      |                                                      |  |
|  | 2                                                            | América                                                      |                                                              |                                                              |                                                              |   |   |                                                                |                                                                | 2                                                              |                                                                |                                                                |  |   |                                                      |                                                      |                                                      |                                                      |                                                      |  |
|  | 7                                                            | Pachuca                                                      | 0                                                            | 0                                                            | 0                                                            |   |   |                                                                |                                                                |                                                                |                                                                |                                                                |  |   |                                                      |                                                      |                                                      |                                                      |                                                      |  |
|  | 7                                                            | Pachuca                                                      | 0                                                            | 0                                                            | 0                                                            |   | 2 | América (*)                                                    | 0                                                              | 2                                                              | 2                                                              |                                                                |  |   |                                                      |                                                      |                                                      |                                                      |                                                      |  |
|  |                                                              |                                                              |                                                              |                                                              |                                                              |   | 2 | América (*)                                                    | 0                                                              | 2                                                              | 2                                                              |                                                                |  |   |                                                      |                                                      |                                                      |                                                      |                                                      |  |
|  |                                                              |                                                              | 3                                                            | Cruz Azul                                                    | 1                                                            | 1 | 2 |                                                                |                                                                |                                                                |                                                                |                                                                |  |   |                                                      |                                                      |                                                      |                                                      |                                                      |  |
|  | 3                                                            | Cruz Azul                                                    | 3                                                            | Cruz Azul                                                    | 1                                                            | 1 | 2 | 3                                                              | 2                                                              | 5                                                              |                                                                |                                                                |  |   |                                                      |                                                      |                                                      |                                                      |                                                      |  |
|  | 3                                                            | Cruz Azul                                                    |                                                              |                                                              |                                                              |   |   |                                                                |                                                                | 5                                                              |                                                                |                                                                |  |   |                                                      |                                                      |                                                      |                                                      |                                                      |  |
|  | 6                                                            | León                                                         | 2                                                            | 1                                                            | 3                                                            |   |   |                                                                |                                                                |                                                                |                                                                |                                                                |  |   |                                                      |                                                      |                                                      |                                                      |                                                      |  |
|  | 6                                                            | León                                                         | 2                                                            | 1                                                            | 3                                                            |   |   |                                                                |                                                                |                                                                |                                                                |                                                                |  |   |                                                      |                                                      |                                                      |                                                      |                                                      |  |
|  |                                                              |                                                              |                                                              |                                                              |                                                              |   |   |                                                                |                                                                |                                                                |                                                                |                                                                |  |   |                                                      |                                                      |                                                      |                                                      |                                                      |  |

- Nota: (*) En caso de igualdad en el marcador global de la serie, avanza el equipo que obtuvo mejor clasificación general.

### Eliminatoria Play-In

#### Primera ronda
| 27 de abril de 2025 | Monterrey        | 1:2 (0:0) | Pachuca                          | Estadio BBVA, Guadalupe                                            |                                                                    |
| 19:30 (UTC-6) | G. Berterame 51' | Reporte   | E. Bauermann 82' · S. Rondón 87' | Asistencia: 48 353 espectadores Árbitro(s): Luis Enrique Santander | Asistencia: 48 353 espectadores Árbitro(s): Luis Enrique Santander |
| Pachuca avanzó a cuartos de final como 7.º sembrado. Monterrey jugará el segundo partido por el cupo restante a los cuartos de final. |                  |           |                                  |                                                                    |                                                                    |

| 27 de abril de 2025                                                                                             | Juárez                                                              | 1:1 (1:1) (1:2 p.)         | Pumas UNAM                                                         | Estadio Olímpico Benito Juárez, Ciudad Juárez                      |                                                                    |
| 18:00 (UTC-6)                                                                                                   | Madson 20'                                                          | Reporte                    | G. Martínez 16'                                                    | Asistencia: 11 074 espectadores Árbitro(s): Víctor Alfonso Cáceres | Asistencia: 11 074 espectadores Árbitro(s): Víctor Alfonso Cáceres |
| |                                                                     | Tiros desde el punto penal |                                                                    |                                                                    |                                                                    |
| | Ó. Estupiñán · Á. Zaldívar · A. Hurtado · J. Rodríguez · D. Valoyes |                            | A. Carrasquilla · N. Silva · R. Funes Mori · J. Caicedo · R. Ergas |                                                                    |                                                                    |
| Pumas de la UNAM jugará el segundo partido por el 8.º sembrado de los cuartos de final. Juárez quedó eliminado. |                                                                     |                            |                                                                    |                                                                    |                                                                    |

#### Segunda ronda
| 4 de mayo de 2025                                                                        | Monterrey                        | 2:0 (0:0) | Pumas UNAM | Estadio BBVA, Guadalupe                                     |                                                             |
| 19:30 (UTC-6)                                                                            | G. Berterame 58' · N. Deossa 89' | Reporte   |            | Asistencia: 47 715 espectadores Árbitro(s): Adonai Escobedo | Asistencia: 47 715 espectadores Árbitro(s): Adonai Escobedo |
| Monterrey avanzó a cuartos de final como 8.º sembrado. Pumas de la UNAM quedó eliminado. |                                  |           |            |                                                             |                                                             |

### Cuartos de final

#### Toluca – Monterrey
| 7 de mayo de 2025 | Monterrey                                  | 3:2 (1:1) | Toluca                                | Estadio BBVA, Guadalupe                                       |                                                               |
| 19:00 (UTC-6)     | - Deossa 44' - Canales 50' - Berterame 69' | Reporte   | - Guzmán 16' (a.g.) - Luan Garcia 82' | Asistencia: 38 647 espectadores Árbitro(s): Guillermo Pacheco | Asistencia: 38 647 espectadores Árbitro(s): Guillermo Pacheco |

| 10 de mayo de 2025                                                                                          | Toluca                    | 2:1 (1:0) (Global 4:4) | Monterrey      | Estadio Nemesio Díez, Toluca                                   |                                                                |
| 19:00 (UTC-6)                                                                                               | - Vega 30' - Paulinho 68' | Reporte                | de la Rosa 48' | Asistencia: 27 273 espectadores Árbitro(s): Fernando Hernández | Asistencia: 27 273 espectadores Árbitro(s): Fernando Hernández |
| Toluca avanzó a las semifinales por mejor posición en la tabla tras el empate en el marcador global de 4–4. |                           |                        |                |                                                                |                                                                |

#### América – Pachuca
| 7 de mayo de 2025 | Pachuca | 0:0     | América | Estadio Hidalgo, Pachuca                                       |                                                                |
| 21:10 (UTC-6)     |         | Reporte |         | Asistencia: 13 925 espectadores Árbitro(s): Jesús Rafael López | Asistencia: 13 925 espectadores Árbitro(s): Jesús Rafael López |

| 10 de mayo de 2025                | América           | 2:0 (2:0) (Global 2:0) | Pachuca | Estadio Ciudad de los Deportes, Ciudad de México            |                                                             |
| 21:10 (UTC-6)                     | Zendejas 16', 28' | Reporte                |         | Asistencia: 25 417 espectadores Árbitro(s): Daniel Quintero | Asistencia: 25 417 espectadores Árbitro(s): Daniel Quintero |
| América avanzó a las semifinales. |                   |                        |         |                                                             |                                                             |

#### Cruz Azul – León
| 8 de mayo de 2025 | León                      | 2:3 (1:3) | Cruz Azul                       | Estadio León, León                                             |                                                                |
| 21:10 (UTC-6)     | - Santos 29' - Moreno 46' | Reporte   | - Rivero 14' - Montaño 19', 41' | Asistencia: 13 667 espectadores Árbitro(s): César Arturo Ramos | Asistencia: 13 667 espectadores Árbitro(s): César Arturo Ramos |

| 11 de mayo de 2025                  | Cruz Azul                            | 2:1 (1:1) (Global 5:3) | León      | Estadio Olímpico Universitario, Ciudad de México                   |                                                                    |
| 19:00 (UTC-6)                       | - Rivero 33' - Echeverría 66' (a.g.) | Reporte                | Cádiz 39' | Asistencia: 20 577 espectadores Árbitro(s): Víctor Alfonso Cáceres | Asistencia: 20 577 espectadores Árbitro(s): Víctor Alfonso Cáceres |
| Cruz Azul avanzó a las semifinales. |                                      |                        |           |                                                                    |                                                                    |

#### Tigres UANL – Necaxa
| 8 de mayo de 2025 | Necaxa | 0:0     | Tigres UANL | Estadio Victoria, Aguascalientes                        |                                                         |
| 19:00 (UTC-6)     |        | Reporte |             | Asistencia: 20 641 espectadores Árbitro(s): Óscar Mejía | Asistencia: 20 641 espectadores Árbitro(s): Óscar Mejía |

| 11 de mayo de 2025                                                                                               | Tigres UANL                            | 2:2 (0:0) (Global 2:2) | Necaxa                          | Estadio Universitario, San Nicolás de los Garza                 |                                                                 |
| 21:10 (UTC-6) | - Brunetta 51' - Mayorga 90+13' (a.g.) | Reporte                | - Palavecino 64' - Badaloni 86' | Asistencia: 39 268 espectadores Árbitro(s): Marco Antonio Ortiz | Asistencia: 39 268 espectadores Árbitro(s): Marco Antonio Ortiz |
| Tigres UANL avanzó a las semifinales por mejor posición en la tabla tras el empate en el marcador global de 2–2. |                                        |                        |                                 |                                                                 |                                                                 |

### Semifinales

#### Toluca – Tigres UANL
| 14 de mayo de 2025 | Tigres UANL | 1:1 (1:1) | Toluca         | Estadio Universitario, San Nicolás de los Garza             |                                                             |
| 21:00 (UTC-6)      | Ibáñez 19'  | Reporte   | Paulinho 45+1' | Asistencia: 41 615 espectadores Árbitro(s): Adonai Escobedo | Asistencia: 41 615 espectadores Árbitro(s): Adonai Escobedo |

| 17 de mayo de 2025        | Toluca                             | 3:0 (1:0) (Global 4:1) | Tigres UANL | Estadio Nemesio Díez, Toluca                                   |                                                                |
| 19:00 (UTC-6)             | - Vega 18' (pen.), 82' - López 79' | Reporte                |             | Asistencia: 27 273 espectadores Árbitro(s): Fernando Hernández | Asistencia: 27 273 espectadores Árbitro(s): Fernando Hernández |
| Toluca avanzó a la final. |                                    |                        |             |                                                                |                                                                |

#### América – Cruz Azul
| 15 de mayo de 2025 | Cruz Azul  | 1:0 (0:0) | América | Estadio Olímpico Universitario, Ciudad de México                   |                                                                    |
| 20:00 (UTC-6)      | Rivero 59' | Reporte   |         | Asistencia: 34 951 espectadores Árbitro(s): Luis Enrique Santander | Asistencia: 34 951 espectadores Árbitro(s): Luis Enrique Santander |

| 18 de mayo de 2025                                                                                    | América                         | 2:1 (0:0) (Global 2:2) | Cruz Azul     | Estadio Ciudad de los Deportes, Ciudad de México                   |                                                                    |
| 19:15 (UTC-6)                                                                                         | - Martín 66' (pen.) - Borja 79' | Reporte                | Faravelli 57' | Asistencia: 30 872 espectadores Árbitro(s): Víctor Alfonso Cáceres | Asistencia: 30 872 espectadores Árbitro(s): Víctor Alfonso Cáceres |
| América avanzó a la final por mejor posición en la tabla tras el empate en el marcador global de 2–2. |                                 |                        |               |                                                                    |                                                                    |

### Final
| 22 de mayo de 2025 | América | 0:0     | Toluca | Estadio Ciudad de los Deportes, Ciudad de México            |                                                             |
| 20:00 (UTC-6)      |         | Reporte |        | Asistencia: 30 406 espectadores Árbitro(s): Daniel Quintero | Asistencia: 30 406 espectadores Árbitro(s): Daniel Quintero |

| 25 de mayo de 2025                          | Toluca                                | 2:0 (0:0) (Global 2:0) | América | Estadio Nemesio Díez, Toluca                                   |                                                                |
| 19:00 (UTC-6)                               | - Luan Garcia 65' · - Vega 82' (pen.) | Reporte                |         | Asistencia: 27 273 espectadores Árbitro(s): César Arturo Ramos | Asistencia: 27 273 espectadores Árbitro(s): César Arturo Ramos |
| Toluca es campeón del Torneo Clausura 2025. |                                       |                        |         |                                                                |                                                                |

#### Final - Ida
| 1     | POR   | Luis Malagón        |     |
| 3     | DEF   | Israel Reyes        |     |
| 4     | DEF   | Sebastián Cáceres   |     |
| 5     | DEF   | Kevin Álvarez       | 83' |
| 26    | DEF   | Cristian Borja      |     |
| 6     | MED   | Jonathan dos Santos | 72' |
| 8     | MED   | Álvaro Fidalgo      |     |
| 17    | MED   | Alejandro Zendejas  |     |
| 28    | MED   | Érick Sánchez       | 83' |
| 11    | DEL   | Víctor Dávila       | 61' |
| 21    | DEL   | Henry Martín        | 72' |
| D. T. | D. T. | André Jardine       |     |

| 22    | POR   | Luis García      |     |
| 2     | DEF   | Diego Barbosa    |     |
| 4     | DEF   | Bruno Méndez     | 88' |
| 6     | DEF   | Federico Pereira |     |
| 13    | DEF   | Luan Garcia      |     |
| 20    | DEF   | Jesús Gallardo   |     |
| 5     | MED   | Franco Romero    |     |
| 14    | MED   | Marcel Ruiz      |     |
| 10    | MED   | Ricardo Angulo   | 79' |
| 9     | DEL   | Alexis Vega      | 85' |
| 31    | DEL   | Robert Morales   |     |
| D. T. | D. T. | Antonio Mohamed  |     |

| 10 | Centrocampista | Diego Valdés     | 61' |
| 13 | Centrocampista | Alan Cervantes   | 72' |
| 27 | Delantero      | Rodrigo Aguirre  | 72' |
| 29 | Defensa        | Ramón Juárez     | 83' |
| 24 | Delantero      | Javairô Dilrosun | 83' |

| 7  | Centrocampista | Juan Pablo Domínguez | 79' |
| 12 | Delantero      | Isaías Violante      | 85' |
| 3  | Defensa        | Antonio Briseño      | 88' |

| 29' · 48' | Sebastián Cáceres Víctor Dávila |

| 11' · 55' | Luan Garcia Federico Pereira |

| Principal  | Daniel Quintero Huitrón          |
| Asistentes | Marco Antonio Bisguerra Mendiola |
|            | Jorge Antonio Sánchez Espinoza   |
| Cuarto     | Adonai Escobedo González         |

| VAR            | Erick Yair Miranda Galindo      |
| Asistentes VAR | Jorge Abraham Camargo Peregrina |

|  |                    |     |     |
|  | Tiros              | 4   | 5   |
|  | Tiros a puerta     | 1   | 2   |
|  | Faltas             | 10  | 19  |
|  | Saques de esquina  | 2   | 2   |
|  | Fueras de juego    | 2   | 1   |
|  | Posesión del balón | 62% | 38% |

| 1     | POR   | Luis Malagón        |     |
| 3     | DEF   | Israel Reyes        |     |
| 4     | DEF   | Sebastián Cáceres   |     |
| 5     | DEF   | Kevin Álvarez       | 83' |
| 26    | DEF   | Cristian Borja      |     |
| 6     | MED   | Jonathan dos Santos | 72' |
| 8     | MED   | Álvaro Fidalgo      |     |
| 17    | MED   | Alejandro Zendejas  |     |
| 28    | MED   | Érick Sánchez       | 83' |
| 11    | DEL   | Víctor Dávila       | 61' |
| 21    | DEL   | Henry Martín        | 72' |
| D. T. | D. T. | André Jardine       |     |

| 22    | POR   | Luis García      |     |
| 2     | DEF   | Diego Barbosa    |     |
| 4     | DEF   | Bruno Méndez     | 88' |
| 6     | DEF   | Federico Pereira |     |
| 13    | DEF   | Luan Garcia      |     |
| 20    | DEF   | Jesús Gallardo   |     |
| 5     | MED   | Franco Romero    |     |
| 14    | MED   | Marcel Ruiz      |     |
| 10    | MED   | Ricardo Angulo   | 79' |
| 9     | DEL   | Alexis Vega      | 85' |
| 31    | DEL   | Robert Morales   |     |
| D. T. | D. T. | Antonio Mohamed  |     |

| 10 | Centrocampista | Diego Valdés     | 61' |
| 13 | Centrocampista | Alan Cervantes   | 72' |
| 27 | Delantero      | Rodrigo Aguirre  | 72' |
| 29 | Defensa        | Ramón Juárez     | 83' |
| 24 | Delantero      | Javairô Dilrosun | 83' |

| 7  | Centrocampista | Juan Pablo Domínguez | 79' |
| 12 | Delantero      | Isaías Violante      | 85' |
| 3  | Defensa        | Antonio Briseño      | 88' |

| 29' · 48' | Sebastián Cáceres Víctor Dávila |

| 11' · 55' | Luan Garcia Federico Pereira |

| Principal  | Daniel Quintero Huitrón          |
| Asistentes | Marco Antonio Bisguerra Mendiola |
|            | Jorge Antonio Sánchez Espinoza   |
| Cuarto     | Adonai Escobedo González         |

| VAR            | Erick Yair Miranda Galindo      |
| Asistentes VAR | Jorge Abraham Camargo Peregrina |

|  |                    |     |     |
|  | Tiros              | 4   | 5   |
|  | Tiros a puerta     | 1   | 2   |
|  | Faltas             | 10  | 19  |
|  | Saques de esquina  | 2   | 2   |
|  | Fueras de juego    | 2   | 1   |
|  | Posesión del balón | 62% | 38% |

| 1     | POR   | Luis Malagón        |     |
| 3     | DEF   | Israel Reyes        |     |
| 4     | DEF   | Sebastián Cáceres   |     |
| 5     | DEF   | Kevin Álvarez       | 83' |
| 26    | DEF   | Cristian Borja      |     |
| 6     | MED   | Jonathan dos Santos | 72' |
| 8     | MED   | Álvaro Fidalgo      |     |
| 17    | MED   | Alejandro Zendejas  |     |
| 28    | MED   | Érick Sánchez       | 83' |
| 11    | DEL   | Víctor Dávila       | 61' |
| 21    | DEL   | Henry Martín        | 72' |
| D. T. | D. T. | André Jardine       |     |

| 22    | POR   | Luis García      |     |
| 2     | DEF   | Diego Barbosa    |     |
| 4     | DEF   | Bruno Méndez     | 88' |
| 6     | DEF   | Federico Pereira |     |
| 13    | DEF   | Luan Garcia      |     |
| 20    | DEF   | Jesús Gallardo   |     |
| 5     | MED   | Franco Romero    |     |
| 14    | MED   | Marcel Ruiz      |     |
| 10    | MED   | Ricardo Angulo   | 79' |
| 9     | DEL   | Alexis Vega      | 85' |
| 31    | DEL   | Robert Morales   |     |
| D. T. | D. T. | Antonio Mohamed  |     |

| 10 | Centrocampista | Diego Valdés     | 61' |
| 13 | Centrocampista | Alan Cervantes   | 72' |
| 27 | Delantero      | Rodrigo Aguirre  | 72' |
| 29 | Defensa        | Ramón Juárez     | 83' |
| 24 | Delantero      | Javairô Dilrosun | 83' |

| 7  | Centrocampista | Juan Pablo Domínguez | 79' |
| 12 | Delantero      | Isaías Violante      | 85' |
| 3  | Defensa        | Antonio Briseño      | 88' |

| 29' · 48' | Sebastián Cáceres Víctor Dávila |

| 11' · 55' | Luan Garcia Federico Pereira |

| Principal  | Daniel Quintero Huitrón          |
| Asistentes | Marco Antonio Bisguerra Mendiola |
|            | Jorge Antonio Sánchez Espinoza   |
| Cuarto     | Adonai Escobedo González         |

| VAR            | Erick Yair Miranda Galindo      |
| Asistentes VAR | Jorge Abraham Camargo Peregrina |

|  |                    |     |     |
|  | Tiros              | 4   | 5   |
|  | Tiros a puerta     | 1   | 2   |
|  | Faltas             | 10  | 19  |
|  | Saques de esquina  | 2   | 2   |
|  | Fueras de juego    | 2   | 1   |
|  | Posesión del balón | 62% | 38% |

| 1     | POR   | Luis Malagón        |     |
| 3     | DEF   | Israel Reyes        |     |
| 4     | DEF   | Sebastián Cáceres   |     |
| 5     | DEF   | Kevin Álvarez       | 83' |
| 26    | DEF   | Cristian Borja      |     |
| 6     | MED   | Jonathan dos Santos | 72' |
| 8     | MED   | Álvaro Fidalgo      |     |
| 17    | MED   | Alejandro Zendejas  |     |
| 28    | MED   | Érick Sánchez       | 83' |
| 11    | DEL   | Víctor Dávila       | 61' |
| 21    | DEL   | Henry Martín        | 72' |
| D. T. | D. T. | André Jardine       |     |

| 22    | POR   | Luis García      |     |
| 2     | DEF   | Diego Barbosa    |     |
| 4     | DEF   | Bruno Méndez     | 88' |
| 6     | DEF   | Federico Pereira |     |
| 13    | DEF   | Luan Garcia      |     |
| 20    | DEF   | Jesús Gallardo   |     |
| 5     | MED   | Franco Romero    |     |
| 14    | MED   | Marcel Ruiz      |     |
| 10    | MED   | Ricardo Angulo   | 79' |
| 9     | DEL   | Alexis Vega      | 85' |
| 31    | DEL   | Robert Morales   |     |
| D. T. | D. T. | Antonio Mohamed  |     |

| 10 | Centrocampista | Diego Valdés     | 61' |
| 13 | Centrocampista | Alan Cervantes   | 72' |
| 27 | Delantero      | Rodrigo Aguirre  | 72' |
| 29 | Defensa        | Ramón Juárez     | 83' |
| 24 | Delantero      | Javairô Dilrosun | 83' |

| 7  | Centrocampista | Juan Pablo Domínguez | 79' |
| 12 | Delantero      | Isaías Violante      | 85' |
| 3  | Defensa        | Antonio Briseño      | 88' |

| 29' · 48' | Sebastián Cáceres Víctor Dávila |

| 11' · 55' | Luan Garcia Federico Pereira |

| Principal  | Daniel Quintero Huitrón          |
| Asistentes | Marco Antonio Bisguerra Mendiola |
|            | Jorge Antonio Sánchez Espinoza   |
| Cuarto     | Adonai Escobedo González         |

| VAR            | Erick Yair Miranda Galindo      |
| Asistentes VAR | Jorge Abraham Camargo Peregrina |

|  |                    |     |     |
|  | Tiros              | 4   | 5   |
|  | Tiros a puerta     | 1   | 2   |
|  | Faltas             | 10  | 19  |
|  | Saques de esquina  | 2   | 2   |
|  | Fueras de juego    | 2   | 1   |
|  | Posesión del balón | 62% | 38% |

#### Final - Vuelta
| 22    | POR   | Luis García      |       |
| 2     | DEF   | Diego Barbosa    |       |
| 4     | DEF   | Bruno Méndez     |       |
| 6     | DEF   | Federico Pereira |       |
| 13    | DEF   | Luan Garcia      |       |
| 20    | DEF   | Jesús Gallardo   |       |
| 5     | MED   | Franco Romero    |       |
| 10    | MED   | Ricardo Angulo   | 76'   |
| 14    | MED   | Marcel Ruiz      |       |
| 9     | DEL   | Alexis Vega      | 90+3' |
| 26    | DEL   | Paulinho         | 71'   |
| D. T. | D. T. | Antonio Mohamed  |       |

| 1     | POR   | Luis Malagón        |     |
| 3     | DEF   | Israel Reyes        |     |
| 4     | DEF   | Sebastián Cáceres   |     |
| 5     | DEF   | Kevin Álvarez       | 83' |
| 26    | DEF   | Cristian Borja      | 83' |
| 29    | DEF   | Ramón Juárez        | 71' |
| 6     | MED   | Jonathan dos Santos | 71' |
| 8     | MED   | Álvaro Fidalgo      |     |
| 17    | MED   | Alejandro Zendejas  |     |
| 28    | MED   | Érick Sánchez       |     |
| 21    | DEL   | Henry Martín        | 49' |
| D. T. | D. T. | André Jardine       |     |

| 31 | Delantero      | Robert Morales  | 71'   |
| 16 | Centrocampista | Héctor Herrera  | 76'   |
| 12 | Delantero      | Isaías Violante | 90+3' |

| 27 | Delantero      | Rodrigo Aguirre  | 49' |
| 10 | Centrocampista | Diego Valdés     | 71' |
| 11 | Delantero      | Víctor Dávila    | 71' |
| 24 | Delantero      | Javairô Dilrosun | 83' |
| 7  | Centrocampista | Brian Rodríguez  | 83' |

| 65' · 82' | Luan Garcia Alexis Vega | 1:0 2:0 |

| 90' · 90+3' | Luis García Alexis Vega |

| 67' · 78' | André Jardine Sebastián Cáceres |

| Principal  | César Arturo Ramos Palazuelos    |
| Asistentes | Alberto Morín Méndez             |
|            | Karen Janett Díaz Medina         |
| Cuarto     | Víctor Alfonso Cáceres Hernández |

| VAR            | Guillermo Pacheco Larios    |
| Asistentes VAR | Diana Stephanía Pérez Borja |

|  |                    |     |     |
|  | Tiros              | 9   | 3   |
|  | Tiros a puerta     | 1   | 1   |
|  | Faltas             | 11  | 10  |
|  | Saques de esquina  | 4   | 2   |
|  | Penaltis           | 1   | 0   |
|  | Fueras de juego    | 2   | 1   |
|  | Posesión del balón | 37% | 63% |

| 22    | POR   | Luis García      |       |
| 2     | DEF   | Diego Barbosa    |       |
| 4     | DEF   | Bruno Méndez     |       |
| 6     | DEF   | Federico Pereira |       |
| 13    | DEF   | Luan Garcia      |       |
| 20    | DEF   | Jesús Gallardo   |       |
| 5     | MED   | Franco Romero    |       |
| 10    | MED   | Ricardo Angulo   | 76'   |
| 14    | MED   | Marcel Ruiz      |       |
| 9     | DEL   | Alexis Vega      | 90+3' |
| 26    | DEL   | Paulinho         | 71'   |
| D. T. | D. T. | Antonio Mohamed  |       |

| 1     | POR   | Luis Malagón        |     |
| 3     | DEF   | Israel Reyes        |     |
| 4     | DEF   | Sebastián Cáceres   |     |
| 5     | DEF   | Kevin Álvarez       | 83' |
| 26    | DEF   | Cristian Borja      | 83' |
| 29    | DEF   | Ramón Juárez        | 71' |
| 6     | MED   | Jonathan dos Santos | 71' |
| 8     | MED   | Álvaro Fidalgo      |     |
| 17    | MED   | Alejandro Zendejas  |     |
| 28    | MED   | Érick Sánchez       |     |
| 21    | DEL   | Henry Martín        | 49' |
| D. T. | D. T. | André Jardine       |     |

| 31 | Delantero      | Robert Morales  | 71'   |
| 16 | Centrocampista | Héctor Herrera  | 76'   |
| 12 | Delantero      | Isaías Violante | 90+3' |

| 27 | Delantero      | Rodrigo Aguirre  | 49' |
| 10 | Centrocampista | Diego Valdés     | 71' |
| 11 | Delantero      | Víctor Dávila    | 71' |
| 24 | Delantero      | Javairô Dilrosun | 83' |
| 7  | Centrocampista | Brian Rodríguez  | 83' |

| 65' · 82' | Luan Garcia Alexis Vega | 1:0 2:0 |

| 90' · 90+3' | Luis García Alexis Vega |

| 67' · 78' | André Jardine Sebastián Cáceres |

| Principal  | César Arturo Ramos Palazuelos    |
| Asistentes | Alberto Morín Méndez             |
|            | Karen Janett Díaz Medina         |
| Cuarto     | Víctor Alfonso Cáceres Hernández |

| VAR            | Guillermo Pacheco Larios    |
| Asistentes VAR | Diana Stephanía Pérez Borja |

|  |                    |     |     |
|  | Tiros              | 9   | 3   |
|  | Tiros a puerta     | 1   | 1   |
|  | Faltas             | 11  | 10  |
|  | Saques de esquina  | 4   | 2   |
|  | Penaltis           | 1   | 0   |
|  | Fueras de juego    | 2   | 1   |
|  | Posesión del balón | 37% | 63% |

| 22    | POR   | Luis García      |       |
| 2     | DEF   | Diego Barbosa    |       |
| 4     | DEF   | Bruno Méndez     |       |
| 6     | DEF   | Federico Pereira |       |
| 13    | DEF   | Luan Garcia      |       |
| 20    | DEF   | Jesús Gallardo   |       |
| 5     | MED   | Franco Romero    |       |
| 10    | MED   | Ricardo Angulo   | 76'   |
| 14    | MED   | Marcel Ruiz      |       |
| 9     | DEL   | Alexis Vega      | 90+3' |
| 26    | DEL   | Paulinho         | 71'   |
| D. T. | D. T. | Antonio Mohamed  |       |

| 1     | POR   | Luis Malagón        |     |
| 3     | DEF   | Israel Reyes        |     |
| 4     | DEF   | Sebastián Cáceres   |     |
| 5     | DEF   | Kevin Álvarez       | 83' |
| 26    | DEF   | Cristian Borja      | 83' |
| 29    | DEF   | Ramón Juárez        | 71' |
| 6     | MED   | Jonathan dos Santos | 71' |
| 8     | MED   | Álvaro Fidalgo      |     |
| 17    | MED   | Alejandro Zendejas  |     |
| 28    | MED   | Érick Sánchez       |     |
| 21    | DEL   | Henry Martín        | 49' |
| D. T. | D. T. | André Jardine       |     |

| 31 | Delantero      | Robert Morales  | 71'   |
| 16 | Centrocampista | Héctor Herrera  | 76'   |
| 12 | Delantero      | Isaías Violante | 90+3' |

| 27 | Delantero      | Rodrigo Aguirre  | 49' |
| 10 | Centrocampista | Diego Valdés     | 71' |
| 11 | Delantero      | Víctor Dávila    | 71' |
| 24 | Delantero      | Javairô Dilrosun | 83' |
| 7  | Centrocampista | Brian Rodríguez  | 83' |

| 65' · 82' | Luan Garcia Alexis Vega | 1:0 2:0 |

| 90' · 90+3' | Luis García Alexis Vega |

| 67' · 78' | André Jardine Sebastián Cáceres |

| Principal  | César Arturo Ramos Palazuelos    |
| Asistentes | Alberto Morín Méndez             |
|            | Karen Janett Díaz Medina         |
| Cuarto     | Víctor Alfonso Cáceres Hernández |

| VAR            | Guillermo Pacheco Larios    |
| Asistentes VAR | Diana Stephanía Pérez Borja |

|  |                    |     |     |
|  | Tiros              | 9   | 3   |
|  | Tiros a puerta     | 1   | 1   |
|  | Faltas             | 11  | 10  |
|  | Saques de esquina  | 4   | 2   |
|  | Penaltis           | 1   | 0   |
|  | Fueras de juego    | 2   | 1   |
|  | Posesión del balón | 37% | 63% |

| 22    | POR   | Luis García      |       |
| 2     | DEF   | Diego Barbosa    |       |
| 4     | DEF   | Bruno Méndez     |       |
| 6     | DEF   | Federico Pereira |       |
| 13    | DEF   | Luan Garcia      |       |
| 20    | DEF   | Jesús Gallardo   |       |
| 5     | MED   | Franco Romero    |       |
| 10    | MED   | Ricardo Angulo   | 76'   |
| 14    | MED   | Marcel Ruiz      |       |
| 9     | DEL   | Alexis Vega      | 90+3' |
| 26    | DEL   | Paulinho         | 71'   |
| D. T. | D. T. | Antonio Mohamed  |       |

| 1     | POR   | Luis Malagón        |     |
| 3     | DEF   | Israel Reyes        |     |
| 4     | DEF   | Sebastián Cáceres   |     |
| 5     | DEF   | Kevin Álvarez       | 83' |
| 26    | DEF   | Cristian Borja      | 83' |
| 29    | DEF   | Ramón Juárez        | 71' |
| 6     | MED   | Jonathan dos Santos | 71' |
| 8     | MED   | Álvaro Fidalgo      |     |
| 17    | MED   | Alejandro Zendejas  |     |
| 28    | MED   | Érick Sánchez       |     |
| 21    | DEL   | Henry Martín        | 49' |
| D. T. | D. T. | André Jardine       |     |

| 31 | Delantero      | Robert Morales  | 71'   |
| 16 | Centrocampista | Héctor Herrera  | 76'   |
| 12 | Delantero      | Isaías Violante | 90+3' |

| 27 | Delantero      | Rodrigo Aguirre  | 49' |
| 10 | Centrocampista | Diego Valdés     | 71' |
| 11 | Delantero      | Víctor Dávila    | 71' |
| 24 | Delantero      | Javairô Dilrosun | 83' |
| 7  | Centrocampista | Brian Rodríguez  | 83' |

| 65' · 82' | Luan Garcia Alexis Vega | 1:0 2:0 |

| 90' · 90+3' | Luis García Alexis Vega |

| 67' · 78' | André Jardine Sebastián Cáceres |

| Principal  | César Arturo Ramos Palazuelos    |
| Asistentes | Alberto Morín Méndez             |
|            | Karen Janett Díaz Medina         |
| Cuarto     | Víctor Alfonso Cáceres Hernández |

| VAR            | Guillermo Pacheco Larios    |
| Asistentes VAR | Diana Stephanía Pérez Borja |

|  |                    |     |     |
|  | Tiros              | 9   | 3   |
|  | Tiros a puerta     | 1   | 1   |
|  | Faltas             | 11  | 10  |
|  | Saques de esquina  | 4   | 2   |
|  | Penaltis           | 1   | 0   |
|  | Fueras de juego    | 2   | 1   |
|  | Posesión del balón | 37% | 63% |

| Campeón Clausura 2025 |
| --------------------- |
| Toluca                |
| 11.º título           |

## Tabla general de la temporada
| Pos. | Equipo               | Pts. | PJ | G  | E  | P  | GF | GC | Dif. | Clasificación                                 |
| ---- | -------------------- | ---- | -- | -- | -- | -- | -- | -- | ---- | --------------------------------------------- |
| 1    | Cruz Azul            | 75   | 34 | 22 | 9  | 3  | 65 | 28 | +37  | Fase preliminar de la Copa de Campeones 2026  |
| 2    | Toluca               | 72   | 34 | 21 | 9  | 4  | 79 | 38 | +41  | Octavos de final de la Copa de Campeones 2026 |
| 3    | Tigres UANL          | 67   | 34 | 20 | 7  | 7  | 49 | 29 | +20  | Fase preliminar de la Copa de Campeones 2026  |
| 4    | América              | 61   | 34 | 18 | 7  | 9  | 61 | 31 | +30  | Fase preliminar de la Copa de Campeones 2026  |
| 5    | Monterrey            | 59   | 34 | 17 | 8  | 9  | 58 | 42 | +16  | Fase preliminar de la Copa de Campeones 2026  |
| 6    | Pumas UNAM           | 52   | 34 | 15 | 7  | 12 | 44 | 39 | +5   | Fase preliminar de la Copa de Campeones 2026  |
| 7    | León                 | 48   | 34 | 12 | 12 | 10 | 45 | 44 | +1   |                                               |
| 8    | Atlético de San Luis | 48   | 34 | 15 | 3  | 16 | 47 | 52 | −5   |                                               |
| 9    | Tijuana              | 48   | 34 | 14 | 6  | 14 | 53 | 60 | −7   |                                               |
| 10   | Guadalajara          | 46   | 34 | 12 | 10 | 12 | 42 | 36 | +6   |                                               |
| 11   | Necaxa               | 46   | 34 | 13 | 7  | 14 | 56 | 55 | +1   |                                               |
| 12   | Pachuca              | 41   | 34 | 11 | 8  | 15 | 49 | 52 | −3   |                                               |
| 13   | Juárez               | 41   | 34 | 11 | 8  | 15 | 38 | 57 | −19  |                                               |
| 14   | Atlas                | 40   | 34 | 9  | 13 | 12 | 42 | 55 | −13  |                                               |
| 15   | Querétaro            | 32   | 34 | 9  | 5  | 20 | 30 | 55 | −25  |                                               |
| 16   | Mazatlán             | 31   | 34 | 6  | 13 | 15 | 26 | 45 | −19  | Último lugar en la tabla de cocientes.        |
| 17   | Puebla               | 23   | 34 | 6  | 5  | 23 | 29 | 56 | −27  |                                               |
| 18   | Santos Laguna        | 17   | 34 | 4  | 5  | 25 | 27 | 66 | −39  |                                               |

Actualizado a los partidos jugados el 20 de abril de 2025.
 Fuente: Página oficial
Criterios de clasificación: Puntos · Diferencia de goles · Goles a favor · Play-off
Notas:
1. ↑  Mejor equipo en la tabla acumulada que no haya sido finalista de ningún torneo.
2. ↑  Campeón del Clausura 2025, mejor campeón ubicado en la tabla acumulada.
3. ↑  Segundo mejor equipo en la tabla acumulada que no haya sido finalista de ningún torneo.[44]
4. ↑  Campeón del Apertura 2024 y subcampeón del Torneo Clausura 2025, segundo mejor campeón ubicado en la tabla acumulada.
5. ↑  Subcampeón del Apertura 2024.
6. ↑  Tercer mejor equipo en la tabla acumulada que no haya sido finalista de ningún torneo. Como América avanzó a las finales de ambos torneos en la temporada se abrió este tercer cupo por tabla acumulada, que le corresponde a Pumas de la UNAM.[44]

## Estadísticas

### Clasificación juego limpio
- Datos según la página oficial.
- Fecha de actualización: 20 de abril de 2025

| Lugar                                | Club                                 |          |          |          | Puntos   |
| ------------------------------------ | ------------------------------------ | -------- | -------- | -------- | -------- |
| 1                                    | Atlético San Luis                    | 22       | 0        | 2        | 28       |
| 2                                    | América                              | 24       | 0        | 2        | 30       |
| 3                                    | Santos Laguna                        | 29       | 1        | 3        | 41       |
| 4                                    | Toluca                               | 37       | 0        | 2        | 43       |
| 4                                    | Necaxa                               | 37       | 0        | 2        | 43       |
| 6                                    | Monterrey                            | 31       | 0        | 4        | 43       |
| 7                                    | Cruz Azul                            | 42       | 0        | 1        | 45       |
| 8                                    | León                                 | 33       | 3        | 1        | 45       |
| 9                                    | Tigres UANL                          | 34       | 1        | 4        | 49       |
| 10                                   | Juárez                               | 43       | 0        | 2        | 49       |
| 11                                   | Tijuana                              | 40       | 1        | 2        | 49       |
| 12                                   | Querétaro                            | 34       | 2        | 4        | 52       |
| 13                                   | Atlas                                | 41       | 0        | 4        | 53       |
| 14                                   | Puebla                               | 48       | 1        | 3        | 60       |
| 15                                   | Guadalajara                          | 38       | 4        | 4        | 62       |
| 16                                   | Pachuca                              | 39       | 1        | 8        | 66       |
| 17                                   | Pumas UNAM                           | 43       | 0        | 8        | 67       |
| 18                                   | Mazatlán                             | 59       | 1        | 2        | 68       |
| Primera Tarjeta Amarilla             | Primera Tarjeta Amarilla             | 1 punto  | 1 punto  | 1 punto  | 1 punto  |
| Segunda Tarjeta Amarilla y Expulsión | Segunda Tarjeta Amarilla y Expulsión | 3 puntos | 3 puntos | 3 puntos | 3 puntos |
| Tarjeta Roja Directa                 | Tarjeta Roja Directa                 | 3 puntos | 3 puntos | 3 puntos | 3 puntos |

### Máximos goleadores
Lista con los máximos goleadores del torneo.
- Datos según la página oficial.

Fecha de actualización: 20 de abril de 2025
| Pos. | Jugador          | Club      | Goles | Part. | Prom. | Min. | M/G    |
| ---- | ---------------- | --------- | ----- | ----- | ----- | ---- | ------ |
| 1º   | Paulinho         | Toluca    | 12    | 15    | 0.8   | 1217 | 101.42 |
| =    | José Raúl Zúñiga | Tijuana   | 12    | 17    | 0.71  | 1344 | 112    |
| =    | Uroš Đurđević    | Atlas     | 12    | 17    | 0.71  | 1467 | 122.25 |
| 4º   | Díber Cambindo   | Necaxa    | 11    | 14    | 0.79  | 924  | 84     |
| 5º   | Alexis Vega      | Toluca    | 9     | 17    | 0.53  | 1347 | 149.67 |
| =    | John Kennedy     | Pachuca   | 9     | 17    | 0.53  | 1122 | 124.67 |
| =    | Salomón Rondón   | Pachuca   | 9     | 17    | 0.53  | 1474 | 163.78 |
| 8º   | José Paradela    | Necaxa    | 8     | 17    | 0.47  | 1503 | 187.88 |
| 9º   | Víctor Dávila    | América   | 7     | 15    | 0.47  | 906  | 129.43 |
| =    | Álvaro Fidalgo   | América   | 7     | 14    | 0.5   | 1033 | 147.57 |
| =    | Germán Berterame | Monterrey | 7     | 13    | 0.54  | 1100 | 157.14 |

#### Tripletes o más
| Jugador        | Local   | Resultado | Visita  | Goles           | Fecha                 | Jornada    |
| -------------- | ------- | --------- | ------- | --------------- | --------------------- | ---------- |
| Paulinho       | Juárez  | 0 – 4     | Toluca  | 12' 26' 75'     | 22 de febrero de 2025 | Jornada 8  |
| Alexis Vega    | Toluca  | 5 – 2     | Necaxa  | 56' 76' 84'     | 8 de marzo de 2025    | Jornada 11 |
| Uroš Đurđević  | Tijuana | 3 – 4     | Atlas   | 82' 87' 90+10'  | 9 de marzo de 2025    | Jornada 11 |
| Salomón Rondón | Necaxa  | 3 – 5     | Pachuca | 31' 45+3' 90+4' | 11 de abril de 2025   | Jornada 15 |
| Paulinho       | Atlas   | 2 – 3     | Toluca  | 15' 24' 77'     | 12 de abril de 2025   | Jornada 15 |

### Máximos asistentes
- Datos según SoccerWay.

Fecha de actualización: 20 de abril de 2025
| Pos. | Jugador              | Club              | Asistencias | Part. | Prom. | Min. | M/A    |
| ---- | -------------------- | ----------------- | ----------- | ----- | ----- | ---- | ------ |
| 1º   | Alexis Vega          | Toluca            | 8           | 17    | 0.47  | 1347 | 168.38 |
| 2º   | Jesús Manuel Corona  | Monterrey         | 7           | 14    | 0.5   | 729  | 104.14 |
| =    | José Paradela        | Necaxa            | 7           | 17    | 0.41  | 1503 | 214.71 |
| 4º   | Sergio Canales       | Monterrey         | 6           | 13    | 0.46  | 1133 | 188.83 |
| =    | Oussama Idrissi      | Pachuca           | 6           | 16    | 0.38  | 1254 | 209    |
| =    | James Rodríguez      | León              | 6           | 16    | 0.38  | 1223 | 203.83 |
| =    | Alejandro Zendejas   | América           | 6           | 15    | 0.4   | 1121 | 224.2  |
| 8º   | Ricardo Angulo       | Toluca            | 5           | 17    | 0.29  | 973  | 243.25 |
| =    | Marcel Ruiz          | Toluca            | 5           | 15    | 0.33  | 1450 | 290    |
| =    | Juan Manuel Sanabria | Atlético San Luis | 5           | 17    | 0.29  | 1530 | 306    |

### Asistencia
Lista con la asistencia de los partidos y equipos Liga BBVA MX.

Datos actualizados a 20 de abril de 2025

#### Por equipo
En los promedios solamente se cuentan los partidos que contaron con asistencia de público.
| Pos                | Equipo             | Total     | Media  | Más alta | Más baja | % de Ocupación media |
| ------------------ | ------------------ | --------- | ------ | -------- | -------- | -------------------- |
| 1                  | Monterrey          | 358,568   | 44,821 | 50,023   | 37,244   | 83.73%               |
| 2                  | Tigres UANL        | 346,019   | 38,447 | 41,615   | 31,651   | 91.79%               |
| 3                  | Guadalajara        | 262,929   | 32,866 | 41,003   | 24,483   | 69.44%               |
| 4                  | Toluca             | 215,064   | 26,883 | 27,273   | 24,163   | 98.57%               |
| 5                  | León               | 206,968   | 25,871 | 26,673   | 25,186   | 84.16%               |
| 6                  | América            | 231,165   | 25,685 | 29,593   | 15,499   | 84.92%               |
| 7                  | Pumas UNAM         | 190,561   | 21,173 | 38,246   | 8,845    | 36.23%               |
| 8                  | Atlas              | 188,115   | 20,907 | 34,787   | 14,312   | 37.99%               |
| 9                  | Cruz Azul          | 155,753   | 19,469 | 37,561   | 9,732    | 34.10%               |
| 10                 | Necaxa             | 147,361   | 18,420 | 20,706   | 15,639   | 77.23%               |
| 11                 | Tijuana            | 143,064   | 17,883 | 23,333   | 12,333   | 60.55%               |
| 12                 | Puebla             | 138,006   | 17,251 | 36,335   | 11,030   | 36.16%               |
| 13                 | Atlético San Luis  | 143,289   | 15,921 | 22,529   | 10,715   | 56.00%               |
| 14                 | Pachuca            | 143,226   | 15,914 | 22,186   | 10,042   | 61.39%               |
| 15                 | Querétaro          | 130,173   | 14,464 | 28,922   | 8,173    | 42.41%               |
| 16                 | Santos Laguna      | 112,498   | 14,062 | 23,111   | 8,585    | 48.32%               |
| 17                 | Mazatlán           | 95,915    | 10,657 | 14,945   | 7,274    | 52.77%               |
| 18                 | Juárez             | 88,122    | 9,791  | 19,124   | 6,315    | 49.69%               |
| Totales del Torneo | Totales del Torneo | 3,296,796 | 21,548 | 50,023   | 6,315    | 58.93%               |

#### Por jornada
El listado excluye los partidos que fueron disputados a puerta cerrada.
| 1     | 193,443   | 21,494 | 54.52% | Monterrey vs Puebla (37,244)            | Mazatlán vs Juárez (9,193)             |
| 2     | 191,192   | 21,244 | 62.54% | Tigres UANL vs Mazatlán (38,310)        | Juárez vs Cruz Azul (13,256)           |
| 3     | 193,616   | 21,513 | 55.20% | Monterrey vs Pachuca (43,072)           | Mazatlán vs Toluca (7,951)             |
| 4     | 162,614   | 18,068 | 47.51% | Tigres UANL vs Tijuana (34,668)         | Juárez vs Santos Laguna (7,189)        |
| 5     | 211,865   | 23,541 | 72.94% | Monterrey vs Necaxa (44,471)            | Santos Laguna vs Puebla (11,311)       |
| 6     | 177,872   | 19,764 | 49.18% | Tigres UANL vs Atlas (39,454)           | Querétaro vs Atlético San Luis (8,173) |
| 7     | 181,106   | 20,123 | 61.89% | Tigres UANL vs Cruz Azul (41,615)       | Mazatlán vs Santos Laguna (7,274)      |
| 8     | 211,167   | 23,463 | 57.33% | Monterrey vs Atlético San Luis (50,023) | Juárez vs Toluca (9,572)               |
| 9     | 178,635   | 19,848 | 62.11% | Tigres UANL vs Juárez (31,651)          | Pachuca vs Puebla (10,042)             |
| 10    | 198,158   | 22,018 | 60.71% | Monterrey vs Santos Laguna (46,665)     | Juárez vs Pachuca (6,652)              |
| 11    | 217,494   | 24,166 | 65.02% | Guadalajara vs América (41,003)         | Atlético San Luis vs Juárez (11,807)   |
| 12    | 202,777   | 22,531 | 55.54% | Tigres UANL vs Santos Laguna (40,133)   | Querétaro vs Mazatlán (9,871)          |
| 13    | 203,835   | 22,648 | 70.24% | Monterrey vs Tijuana (43,514)           | Juárez vs Puebla (6,315)               |
| 14    | 210,135   | 23,348 | 60.17% | Monterrey vs Guadalajara (44,481)       | Atlético San Luis vs Mazatlán (12,154) |
| 15    | 177,195   | 19,688 | 55.45% | Tigres UANL vs Monterrey (41,615)       | Santos Laguna vs Querétaro (10,255)    |
| 16    | 198,837   | 22,093 | 57.63% | Monterrey vs América (49,098)           | Juárez vs Necaxa (10,704)              |
| 17    | 186,855   | 20,762 | 60.15% | Tigres UANL vs Pumas UNAM (38,276)      | Juárez vs Querétaro (6,525)            |
| Total | 3,296,796 | 21,548 | 58.93% | Monterrey vs Atlético San Luis (50,023) | Juárez vs Puebla (6,315)               |